# Loài gây hại

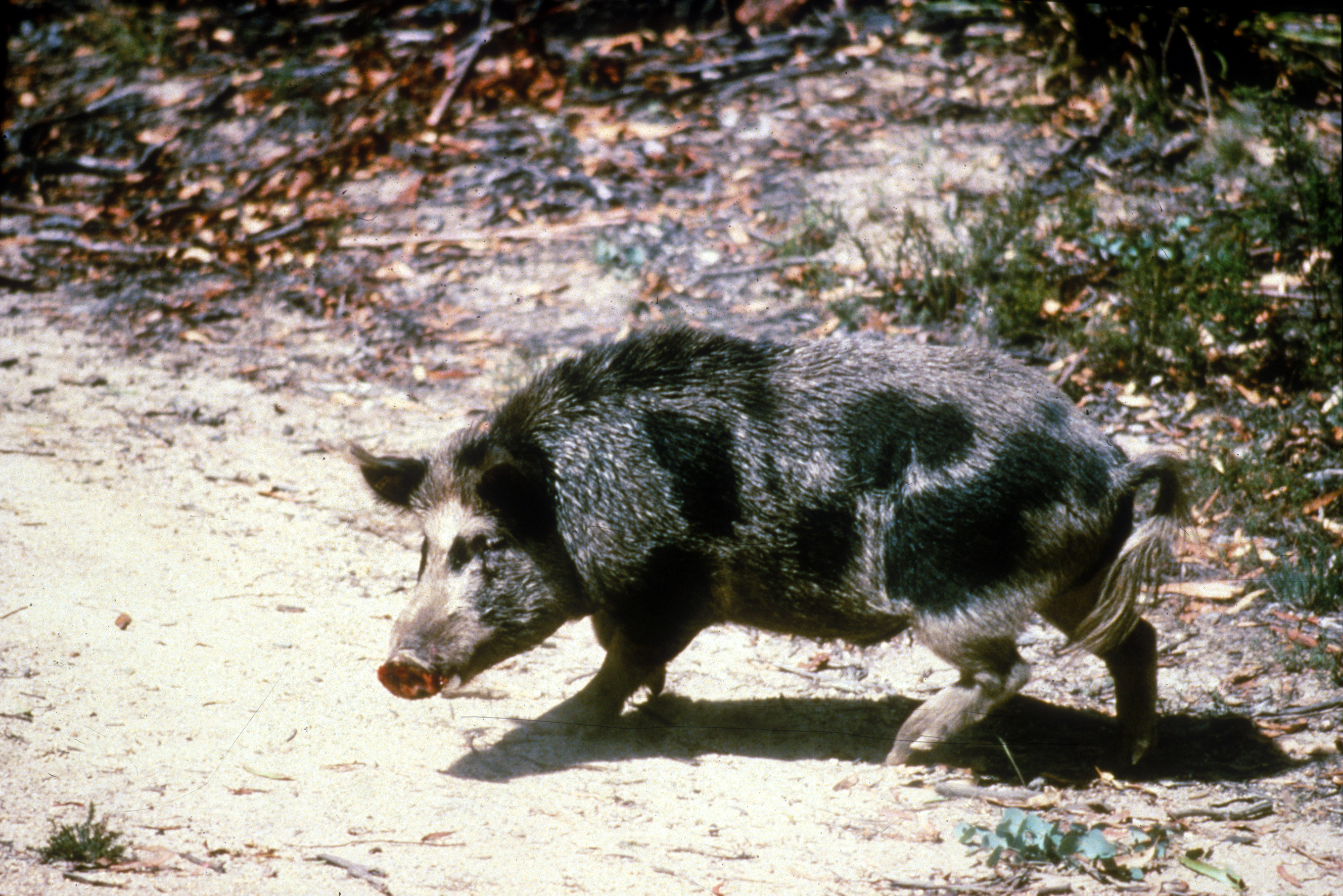
Một con lợn hoang ở Mỹ, chúng xuất hiện từ thế kỷ 16, đến nay ba phần tư số bang với hơn hơn 5 triệu con lợn hoang đang sống, chúng gây nên thiệt hại cho kinh tế Mỹ lên đến 1,5 tỷ USD mỗi năm

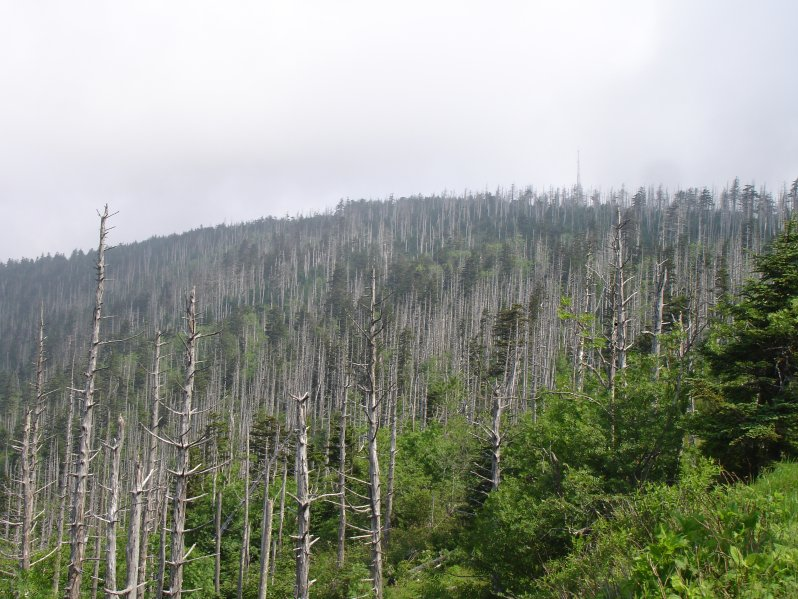
Một rừng cây thông trơ trụi vì bị sâu bọ ăn lá

Loài gây hại (còn được gọi là loài phá hoại, sinh vật gây hại, sinh vật hại hay sâu bệnh) là bất kỳ các loài sinh vật nào tác động gây hại lên con người hoặc đời sống của con người. Sự tác động tiêu cực này thể hiện qua các mặt như tác động vào sức khỏe của con người (ký sinh, vật trung gian truyền bệnh, vật chủ truyền bệnh cho con người), tác động vào tình hình kinh tế của con người, chủ yếu là lĩnh vực nông nghiệp như gây hại cho các loài cây trồng, tác động vào cuộc sống của con người như các công trình xây dựng, nhà ở, và tác động vào cuộc sống bình thường trong gia đình.
Trong thế giới động vật, những loài gây hại chủ yếu tập trung vào nhóm thú trong đó là các loài gặm nhấm không thể kiểm soát và một nhóm quan trọng đó là các loài côn trùng, sâu bọ và những động vật ký sinh. Có thể kể đến những loài động vật tiêu biểu như chuột và các họ hàng gặm nhấm của chúng; ngoài ra còn các loài ruồi, muỗi, kiến, gián, mối, côn trùng, sâu bọ, ve, bét, chấy, rận, mặt, rệp, giun sán, cá tạp.... đều có tác động và gây hại khiến cho con người phải tiêu tốn tiền của cho việc kiểm soát loài gây hại. Nhiều loài trong số sinh vật gây hại này là các loài xâm lấn.

## Tổng quan
Những tác hại chính có thể liệt kê gồm gây hại cho bản thân con người thông qua việc tấn công, cắn, đốt, chích, hút múu con người, ký sinh trên thân thể và trong cơ thể con người, gây ra các bệnh, tổn tương hoặc là vật chủ, vật trung gian truyền bệnh cho con người tạo thành các bệnh dịch. Một thiệt hại nữa ở khía cạnh cuộc sống khi nhiều loài động thực vật làm đảo lộn, phá hoại hoặc gây phiền toái cho con người như làm hư hỏng các đồ đạc, công trình, thiết bị, vật dụng của con người; làm ô nhiễm, dơ dáy môi trường sống của con người thông qua phân, nước tiểu và các chất bài tiết hoặc tấn công, làm hại các thú cưng, vật nuôi của con người. Một thiệt hại khác được ghi nhận ở diện rộng là sự tấn công phá hoại mùa màng của con người; tấn công gây thiệt hại lên gia súc, vật nuôi, cây trồng là nguồn sống của con người.

## Các loài trong nhà

### Chuột
Trong số các loài gây hại trong gia đình, chuột là loại gây hại hàng đầu. Chúng giỏi thích nghi, sinh sôi rất nhanh theo cấp số nhân, giỏi ẩn náu vì kích thước nhỏ và nhanh nhẹn (tốc độ di chuyển của loài chuột rất nhanh, có loài 2 m/s, có loài 2,7 m/s), tinh ranh nên khó diệt trừ, chúng chỉ cần lượng thức ăn và không gian rất nhỏ (chúng chỉ cần ăn các vụn thức ăn, mẫu thức ăn thừa) nên có khả năng sống sót và sinh trưởng gần như là ở mọi môi trường, nhiều người đoán rằng sau 200 triệu năm, các loài sinh vật hữu nhũ sẽ bị tuyệt chủng (trong đó có con người) chỉ còn duy nhất loại chuột sống sâu trong lòng đất là tồn tại, chúng còn là kẻ đi lậu vé nguy hiểm. 
Những tác hại của chuột cho ngôi nhà có thể kể đến là:

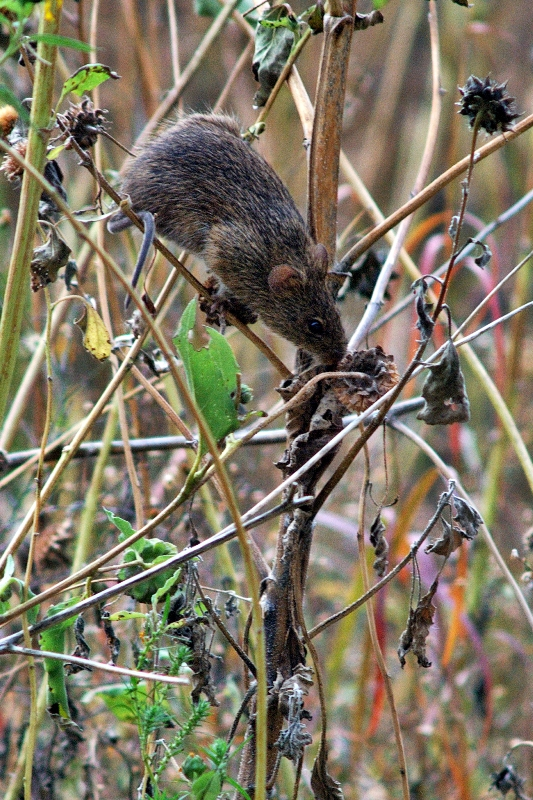
Chuột, một trong những động vật gây hại rất lớn cho con người

- Chuột là vật trung gian truyền bệnh và là vật chủ mang mầm bệnh truyền cho con người và vật nuôi. Là loài vật dơ bẩn và có thói quen tích trữ nên sẽ tha về đầy tổ các thứ dơ bẩn từ khắp nơi tạo thành ổ dịch bệnh, chúng mang theo rất nhiều mầm bệnh và truyền qua đường thức ăn, nguồn nước, chăn, màn, vật dụng mà con người thường xuyên tiếp xúc, thậm chí còn cắn người gây ra bệnh sốt chuột cắn.
- Chuột thường xuyên phá hoại đồ đạc trong gia đình, cắn phá cửa, sàn, trần (do là loài gặm nhấm) và các bức tường, nền nhà do việc đào bới làm hang. Chúng hay cắn phá đường ống nước hay dây dợ, các thiết bị, đồ dùng cố định, phá hoại vải sợi, dễ gây hỏa hoạn, cháy nổ, hỏng hóc các trang thiết bị hay hao hụt điện, rò rĩ nước.
- Chuột ăn thức ăn trong nhà, chúng sẽ ăn hầu hết mọi thứ, con trưởng thành ăn khoảng 3 đến 4 gam thức ăn mỗi ngày và chúng ăn liên tục không kể ngày đêm, chúng thích các loại ngũ cốc hay các hạt nhưng các loại thức ăn khác cũng bị chúng lấy đi.
- Chuột làm ô nhiễm, ô uế cả căn nhà. Ngoài việc gặm, cắn, làm lung tung đồ đạc, những gì chúng không ăn, chúng cũng có thể làm hư hại hay làm ô nhiễm do phân, lông, nước dãi hay nước tiểu của chúng. Khi chúng gần chết (bị trúng bả, nhiễm bệnh hay già yếu) chúng sẽ bò lên mái nhà, góc tủ, khe hở, ngóc ngách và chết ở trong đó, khi chúng bắt đầu phân hủy, mùi sẽ rất khó chịu.
- Chuột làm phiền cuộc sống bình thường, tiếng kêu chí chóe, tiếng chân chạy và cào trên tầng áp mái sẽ khiến nhiều người mất ngủ về đêm. Chúng còn bò lên giường, chui vào bàn, bếp ăn, mái nhà, bò ngênh ngang là làm nhiều người cảm thấy sợ và hét lên khi gặp phải chuột.
- Chuột còn cắn, tha và ăn thịt các vật nuôi nhỏ trong nhà như chim kiểng, cá kiểng, bò sát kiểng, gà kiểng con, bắt ăn thịt các con non, và cắn cổ giết chết các con lớn hơn.

Đa số các loài chuột là loài gây hại, đặc biệt là đối với loài người. Loài chuột được cho là nguyên nhân lây lan bệnh lyme (lyme borreliosi), căn bệnh từ động vật lây sang người. Loài chuột là trung gian truyền nhiều bệnh tật rất nguy hiểm cho người và động vật, điển hình là bệnh dịch hạch đã gây đa đại họa cái chết đen trên thế giới. Ngoài ra, số lượng người mắc bệnh Lyme từ loài chuột lang sống trong các khu rừng cao gấp năm lần so với những khu vực khác.
Trong nhiều loài chuột, có những loài chuột đặc biệt nguy hiểm như Chuột nhắt (Mus musculus) ăn các bộ phận của cây bao gồm hạt, cành xanh và lá cũng như hầu như tất cả thức ăn của người và vật nuôi. Chúng gây ra những tổn thất ghê gớm, làm phá hủy hoặc làm ô nhiễm nguồn thức ăn cho con người và cho chăn nuôi. Chuột cống chuyên sinh sống ở các cống rảnh, chuột đồng chuyên phá hoại mùa màng. Chuột đen (Rattus rattus) có nguồn gốc từ tiểu lục địa Ấn Độ, hiện nay loài chuột này đã lan tràn trên khắp thế giới. Chuột đen ăn và phá hoại mọi thứ có thể ăn được. Chuột đen là một loài rất nhanh, thường hay leo lên ngọn cây.

### Côn trùng
- Gián là loài côn trùng có hại cho sinh hoạt hàng ngày và sức khỏe của con người, vì chúng có tập tính sống ở những nơi bẩn thỉu, hủy hoại và làm thức ăn bị nhiễm khuẩn, đồng thời có thể gặm nhấm làm hư hỏng một số vật dụng như quần áo, vải vóc, bìa gáy sách vở. Kiến gây ra phiền toái trong cuộc sống, súng sống trong nhà thành từng đàn lớn hàng triệu con và chúng bò khắp nơi, bu vào và làm hư hỏng đồ ăn của con người, đốt con người và vật nuôi gây đau ngứa, sưng tấy mẫn đỏ, nhiều khi chúng còn chui vào tai con người.

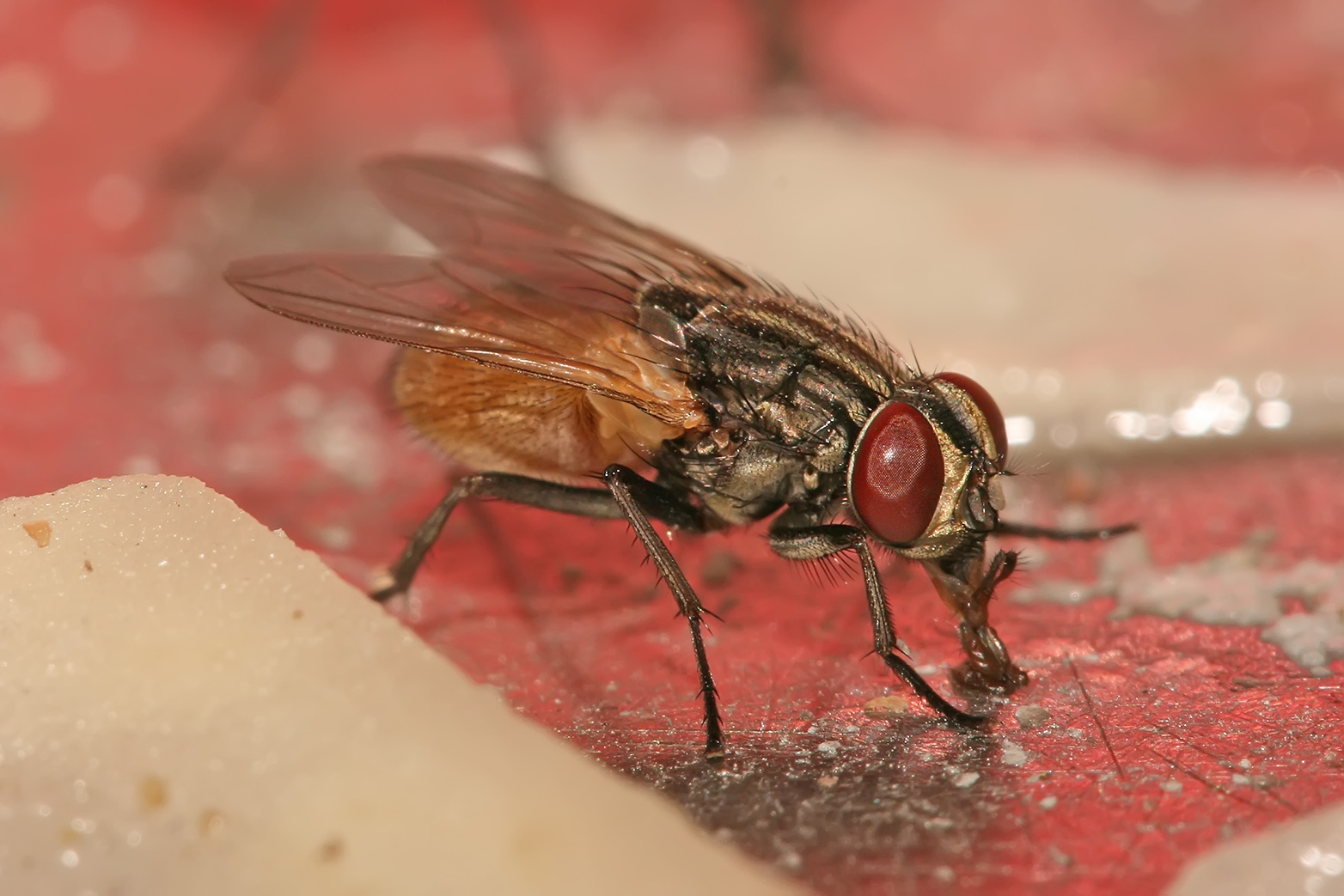
Ruồi nhà gây phiền toái trong cuộc sống gia đình

- Ruồi nhà (Musca domestica) thường gặp, thường được tìm thấy ở những khu dân cư hoặc súc vật sinh sống, nơi có nhiều thực phẩm và chất thải. Ruồi nhà ăn thực phẩm của người và chất thải vì thế chúng có thể mang và phát tán nhiều loại mầm bệnh khác nhau như tiêu chảy, bệnh nhiễm trùng da và nhiễm trùng mắt. Mầm bệnh được truyền đến người khi ruồi tiếp xúc với người và thức ăn, nước uống. Ruồi ăn tất cả các loại thức ăn như thực phẩm và chất thải của người, động vật, đặc biệt là các chất thải có mang mầm bệnh truyền nhiễm như đờm, dãi, chất nôn, phân, máu, tổ chức hoại tử. Chúng vừa liếm, vừa hút thức ăn dạng lỏng, ruồi vừa ăn, vừa nôn, vừa thải ra thức ăn và trong chất nôn/phân có thể chứa nhiều mầm bệnh, những mầm bệnh bám trên cơ thể ruồi mà chúng vận chuyển từ chỗ này sang chỗ khác.
- Muỗi đốt con người gây ngứa ngáy và là vật trung gian truyền bệnh giữa người với người, hay giữa động vật và người. Các bệnh do muỗi truyền có thể gây tử vong cao gồm sốt xuất huyết, sốt rét, sốt vàng da. Muỗi vằn (Aedes aegypti), thường sống và hoạt động ở các nước nhiệt đới, trong đó có Việt Nam. Nó là trung gian truyền bệnh sốt xuất huyết, sốt vàng và một số bệnh do vi-rút khác.
- Mạt hay Mạt nhà có kích thước rất nhỏ khoảng 1/4 mm,[6] mắt thường con người không thể nhìn thấy được, mạt nhà là tác nhân gây ra phần lớn trường hợp bị dị ứng, đặc biệt là dị ứng da như nổi mẫn đỏ, sưng tấy, ngứa ngáy...
- Rệp (Cimicidae): Các loài này ký sinh trên người, động vật và một số loài ký sinh và gây hại cho cây trồng, trong đó, Rệp giường là loài côn trùng đốt máu và gây phiền hà trong sinh hoạt hàng ngày. Trứng rệp thường được rệp trưởng thành đẻ vào cùng một chỗ ở khe tường, tủ, giường, phản, bàn, ghế có khi nó đẻ vào cả giấy, vải... Rệp đốt người gây cảm giác khó chịu, đặc biệt là mất ngủ vào ban đêm. Rệp có thể lưu giữ các mầm bệnh như dịch hạch, sốt phát ban, sốt hồi quy, tularemia, sốt Q, viêm gan B.

## Gây hại cho kinh tế

### Lợn hoang
Tại Mỹ, hiện nay, khoảng 5 triệu con lợn hoang đang tung hoành khắp quốc gia này và trở thành vấn đề lớn đối với giới chức nước này. Số lượng lợn rừng đạt mức cao nhất tại bang Texas. Lợn hoang có mặt tại ba phần tư số bang. Số lượng của chúng đang tăng nhanh chóng ở nhiều khu vực, chúng gây nên thiệt hại kinh tế 1,5 tỷ USD mỗi năm những thiệt hại mà chúng gây ra. Khả năng sinh sản cao là yếu tố chính giúp lợn hoang sinh sôi mạnh mẽ. Sau khi chào đời 6 tháng, lợn cái đã có thể mang thai. Chúng sinh ra trung bình sáu con mỗi lứa và mỗi năm chúng đẻ trung bình 1,5 lứa. Chính quyền bang New Mexico gần đây chi một triệu USD để lập chương trình săn, bẫy và diệt lợn hoang. Giới chức muốn kết hợp nhiều biện pháp, bởi lợn rừng thông minh đến nỗi chúng luôn rút kinh nghiệm sau mỗi lần thoát chết.

### Hải ly
Được biết đến là những kỹ sư sinh thái, hải ly biến các dòng suối thành ao tù bằng đốn phá cây rừng để xây dựng nhà và đập nước. Những con đập của chúng làm chậm dòng chảy, tăng nhiệt độ và cắt giảm lượng oxy. Trong khi điều kiện này có thể thích hợp cho một số sinh vật, thì những con sống dựa vào dòng nước mát chảy xiết sẽ bị chết dần. Những kẻ xây dựng bận rộn này làm tổn thất hàng triệu USD do bị mất mùa, thất thoát gỗ, phá huỷ đường phố và hệ thực vật.

### Cá mút
Những con cá mút đá giống lươn sử dụng chiếc mồm như cái cốc để hút máu và chất lỏng của các con cá khác, khiến con mồi bị sẹo hoặc chết. Trong quãng đời trưởng thành kéo dài 1 năm của chúng, một con cá mút đá có thể tiêu huỷ 18 kg cá. Kẻ sát nhân này chịu trách nhiệm cho sự suy giảm đáng kể dân số cá tại Great Lakes trong những năm 1950-1960.

### Ốc bươu vàng

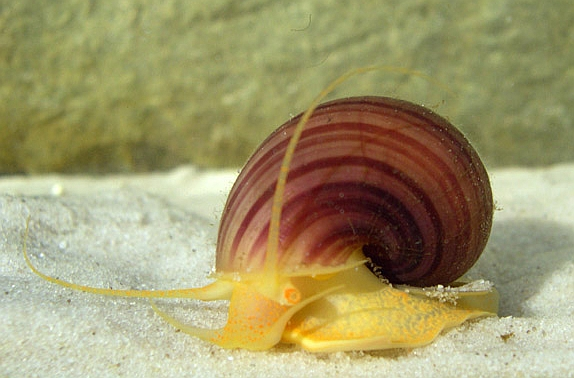
Ốc bươu vàng, một thảm họa của nền nông nghiệp Việt Nam cho đến nay

Ốc bươu vàng (Pila sínensis hay Pomacea canaliculata) là loài được nhập khẩu vào Việt Nam từ Trung Quốc trong khoảng hơn 10 năm, là một loài ốc nước ngọt phàm ăn với khả năng sinh sản rất nhanh và thức ăn chủ yếu là lá lúa nên đã gây nên đại dịch phá hoại lúa ở nhiều tỉnh đồng bằng sông Cửu Long và đang phát triển dần ra các tỉnh miền Trung, miền Bắc. Đến nay, ốc bươu vàng đã gây nguy hại lớn trong hệ sinh thái đồng ruộng, ao hồ của một số tỉnh phía nam, và tiêu diệt chúng triệt để là không dễ dàng, dù đã phải tiêu tốn hàng tỷ đồng nhưng chưa đem lại kết quả mong muốn, Ốc bươu vàng được tận diệt bằng nhiều phương pháp nhưng vẫn sinh sôi và phá hoại mùa màng. Ốc bươu vàng có thể ăn chín được nên rất nhiều người tận dụng ốc bươu vàng để ăn. Rất dinh dưỡng.

### Côn trùng

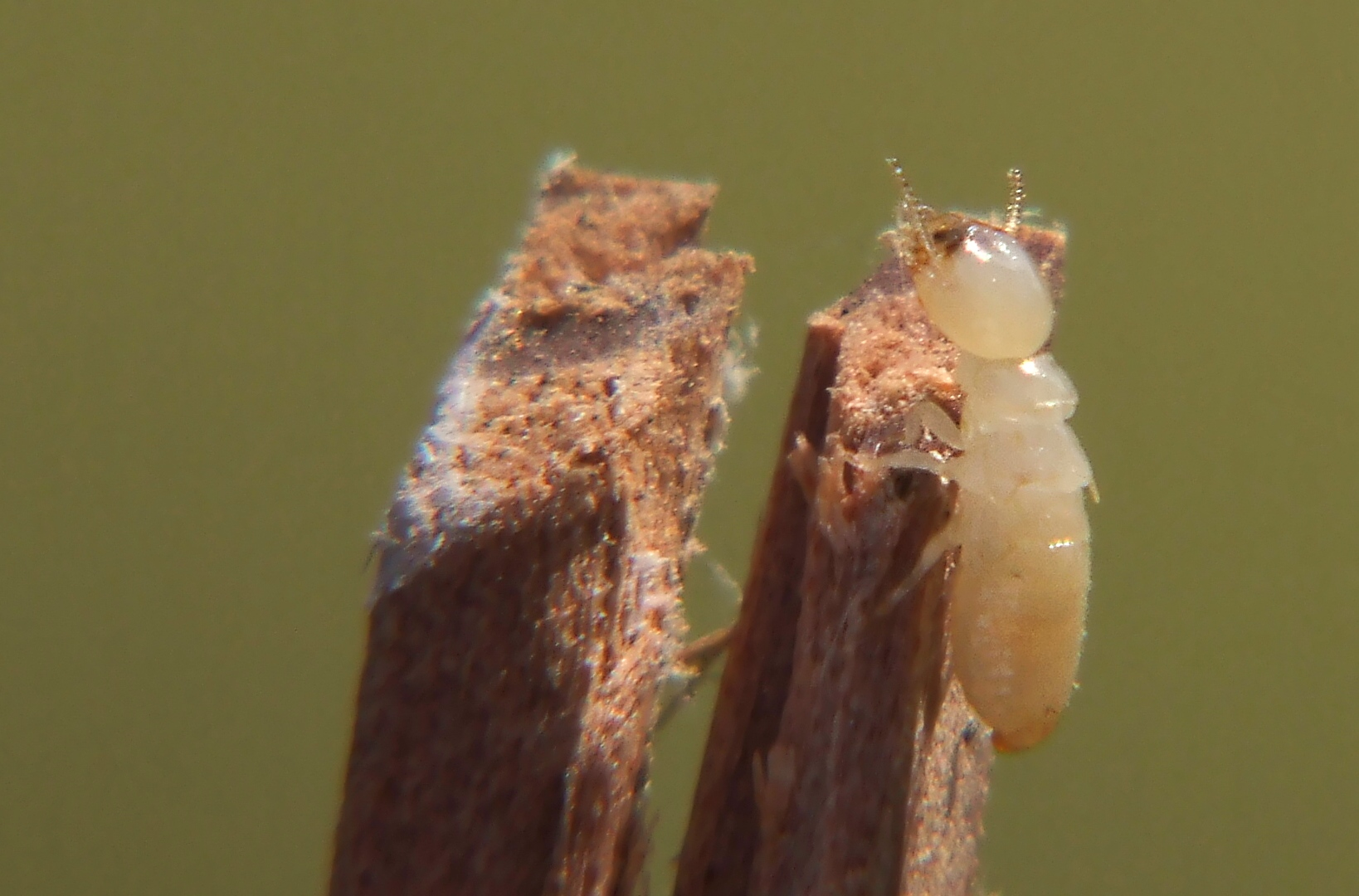
Một con mối đang ăn gỗ

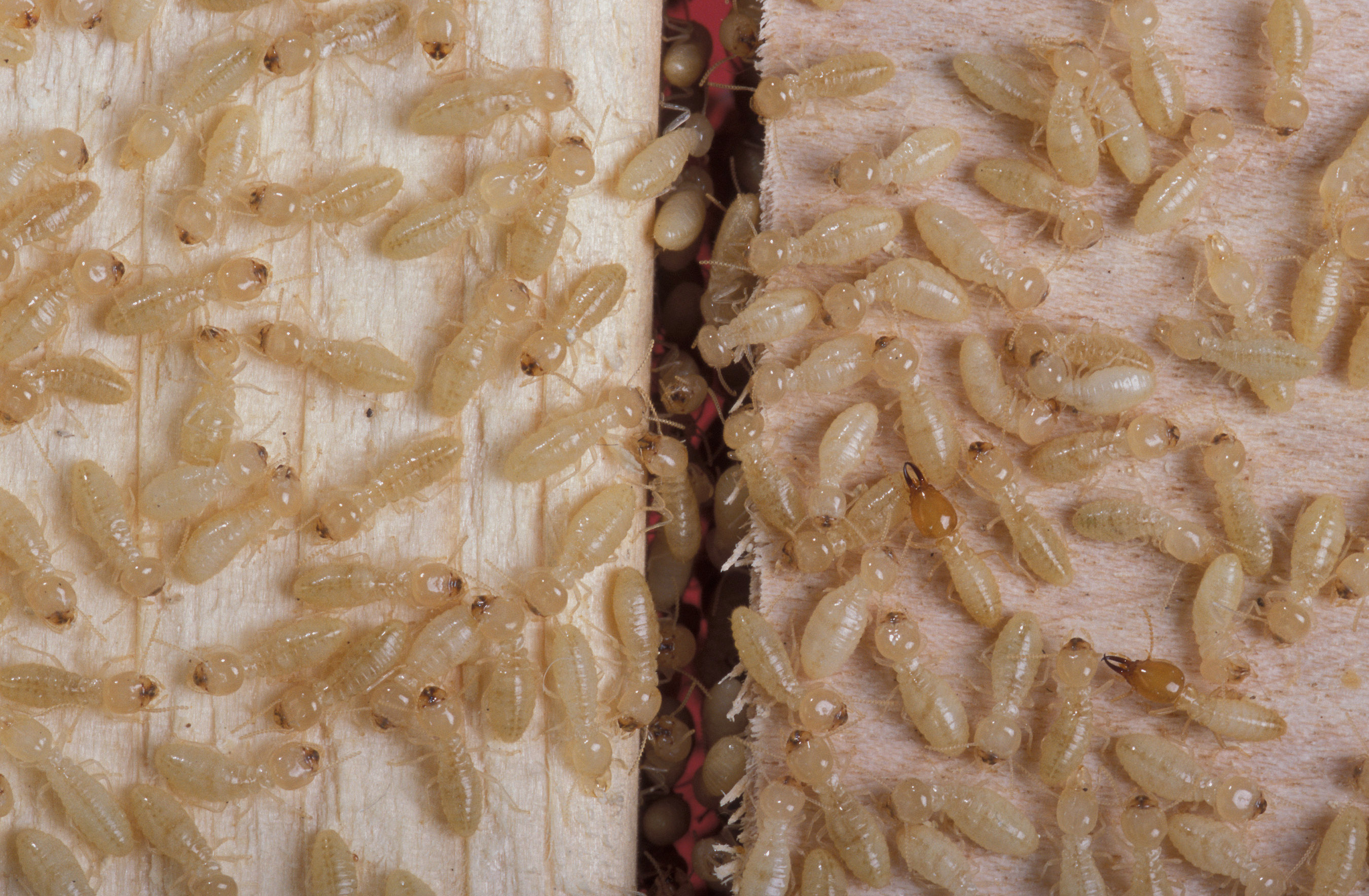
Một đàn mối

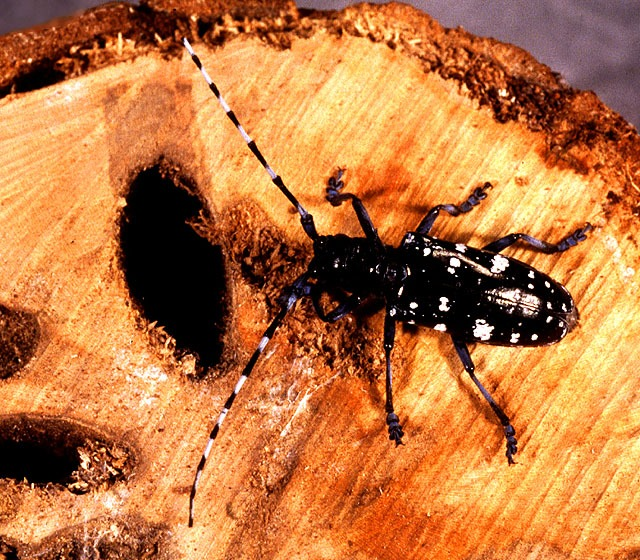
Một con bọ cánh cứng đang hại gỗ

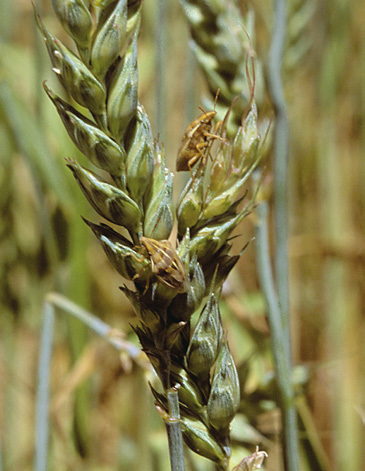
Các loài bọ gây hại đang ăn lúa

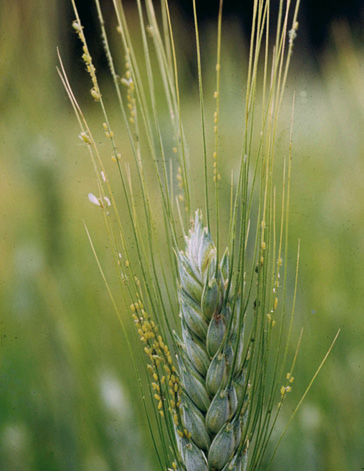
Các loài rệp đang gây hại

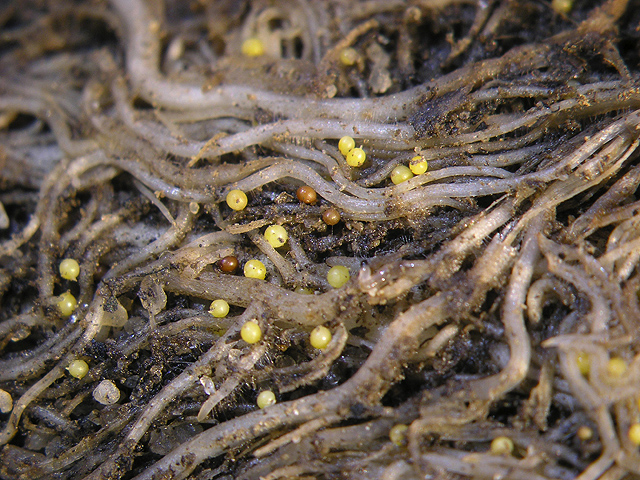
Rễ cây khoai tây đang bị dịch hại tấn công

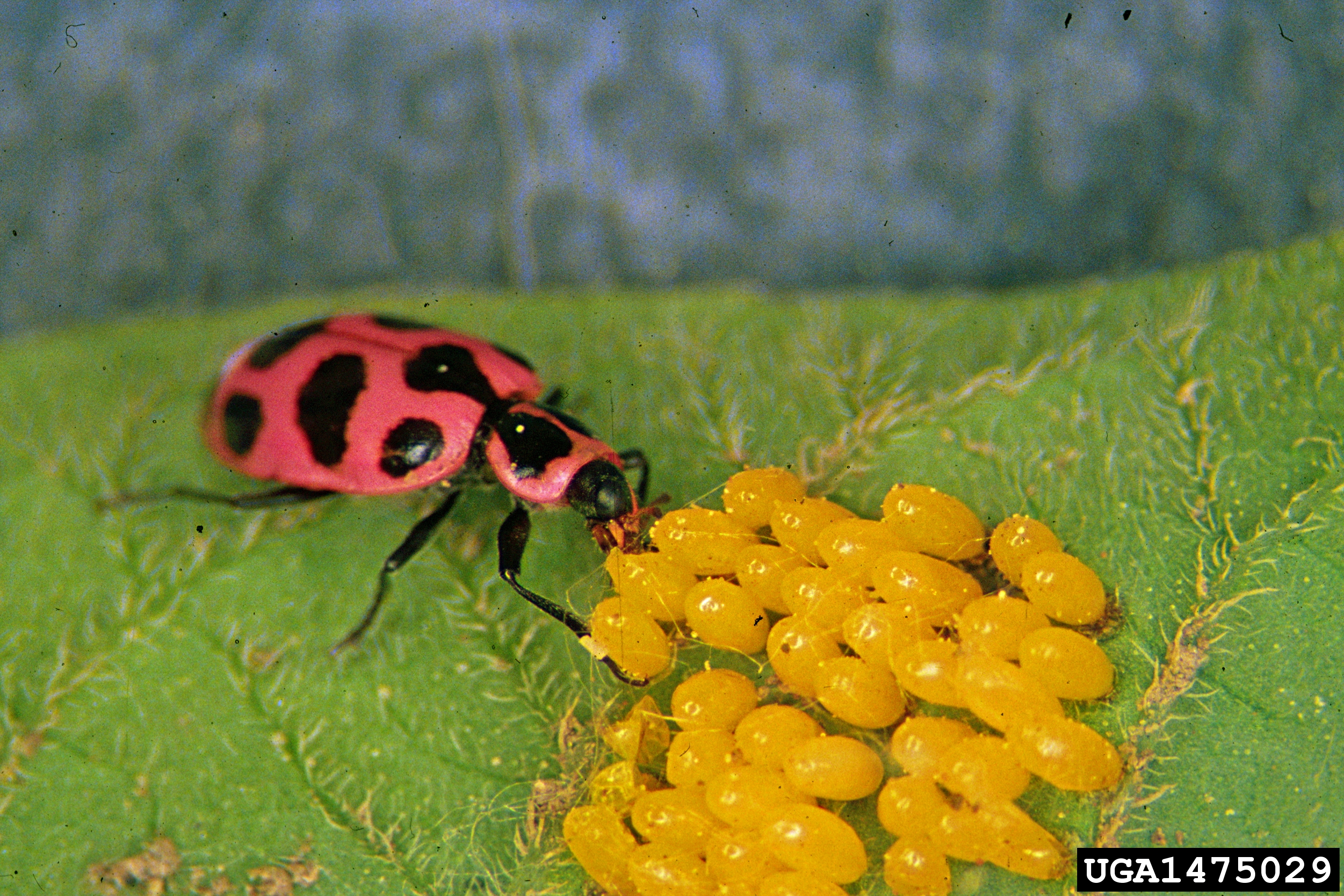
Một loài bọ hại khoai tây đang phát tán

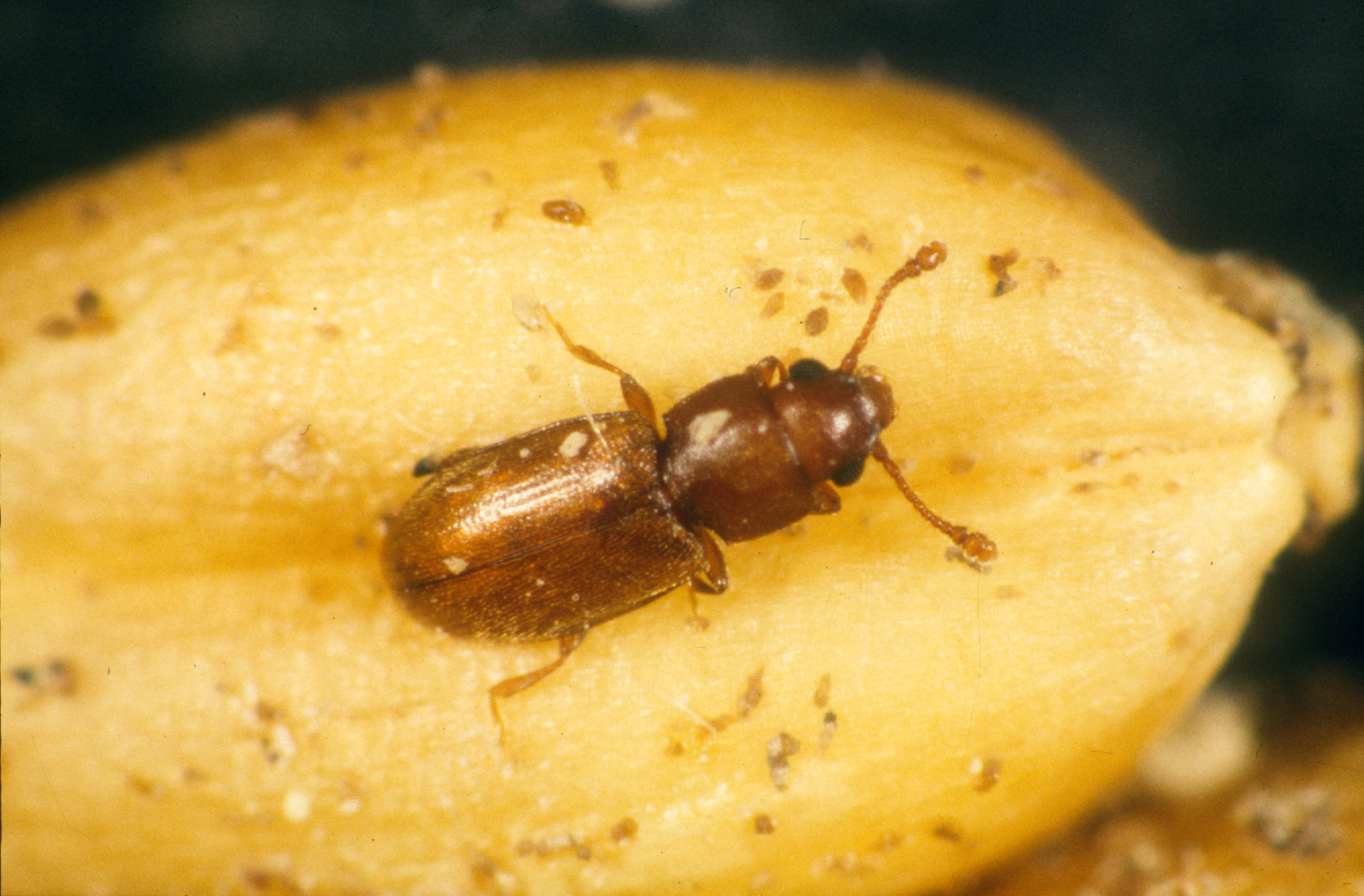
Loài họ hai ngũ cốc đang ăn

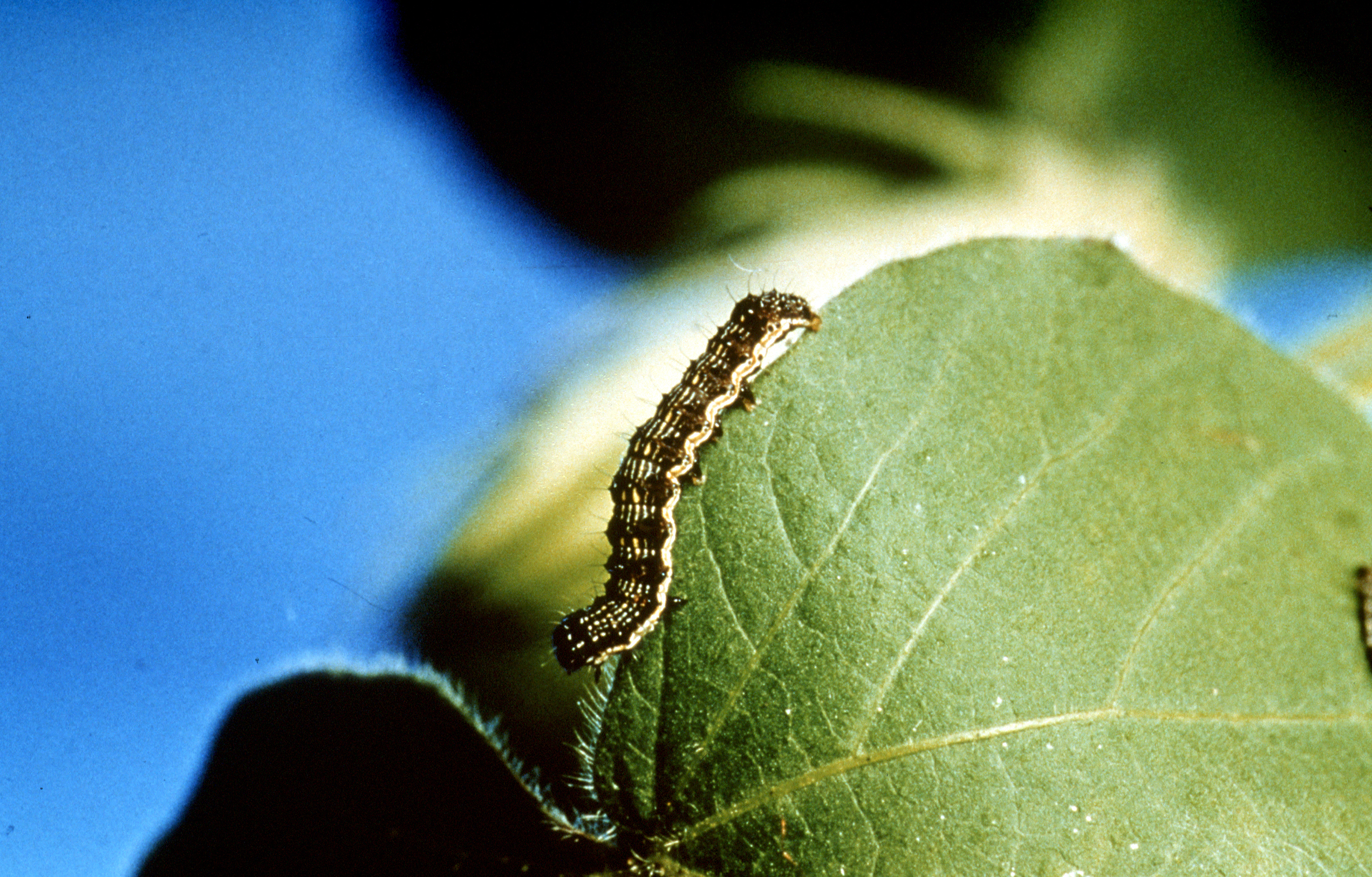
Một con sâu vạch lá đang xâm hại

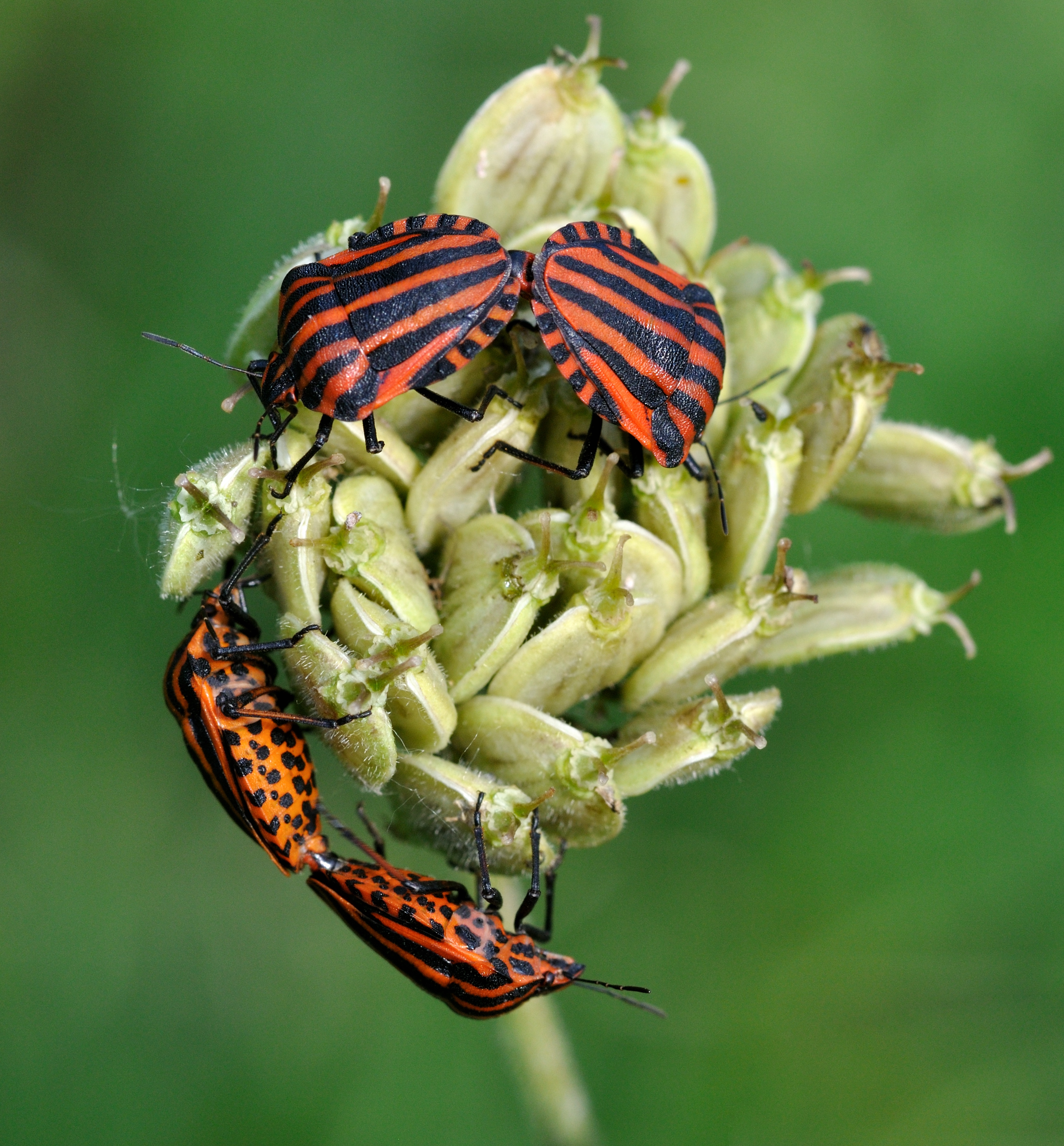
Một loài bọ xít đang hại cây

- Mối là loài gây hại cho kinh tế rất lớn. Những con mối xơi tái cây cối, mái nhà, bông và cả những ngôi nhà bằng gỗ rồi biến tất cả thành bụi. Để có thể tiếp cận thức ăn và nước, mối còn được biết đến xâm nhập cả những thứ không thể xâm nhập: xi măng, gạch và nhựa[7].
  - Mối nhà hay Mối đất Đài Loan (Coptotermes formosanus) loài này gây ra nhiều tổn thất đáng kể cho cây cối, nhà cửa, cột điện thoại, đường điện và điện thoại ngầm. Ở Hawai, chi phí để ngăn chặn và/hoặc kiểm soát sự phá hoại và sửa chữa những thiệt hại do loại mỗi này gây ra lên tới hơn 60 triệu đô la mỗi năm.
  - Coptotermes (còn gọi là mối gỗ ẩm): Riêng với nhà cửa, kho tàng ở Việt Nam thì mức độ gây hại nghiêm trọng nhất thuộc về các loài mối thuộc chi này. Các loài mối coptotermes làm tổ ngầm trong nền móng công trình, trong cây, hoặc kết cấu khác của công trình, đường mui chủ yếu là đơn lẻ, chúng hoạt động ở nhiều tầng cao thấp khác nhau của công trình.
- Các loài rầy là những loài ký sinh gây hại trên cây trồng, trong đó:
  - Rầy nâu hại lúa (Nilaparvata lugens): Thường phát triển mạnh trong điều kiện vụ xuân, rầy thường phát sinh 2 đợt. Sự xuất hiện của rầy non còn phụ thuộc vào điều kiện thời tiết. Nếu ở những huyện do điều kiện chăm sóc, hạn hán không có nước tưới nên rầy có thể gây cháy ngay từ giai đoạn lúa đứng cái làm đồng. Rầy nâu còn là vectơ truyền bệnh vàng lùn, lùn xoắn lá hại lúa.
  - Rầy lưng trắng (Sogatella furcifera): Thường hại nặng trên các giống lúa nhiễm rầy, lúa lai, thâm canh cao, bón nhiều đạm, ruộng lúa cấy dày, rậm rạp. Rầy lưng trắng thường có mật độ cao, gây hại nặng vào giai đoạn giai đoạn lúa làm đòng. ở vùng lúa đồng bằng sông Hồng một năm có 6-7 lứa.
  - Rầy chổng cánh (Diaphorina citri) lây bệnh Bệnh vàng lá cam (Greening) ở cây có múi. Rầy hoạt động từ tháng 2 tới tháng 11, 1 năm có khoảng 10 lứa, chích hút lộc non của cây: Lộc xuân, lộc hè, lộc thu và lộc đông. Rầy chổng cánh xuất hiện trên cây trồng khi có chồi non, nếu ký chủ chính như cam, quýt, bưởi... không có chồi non thì rầy di chuyển sang các ký chủ phụ như nguyệt quế, cần thăng để duy trì mật số. Chúng tạo mật độ cao vào đầu mùa mưa (từ tháng 2 đến tháng 5 và từ tháng 7 đến tháng 12 trong năm) là lúc cây ra lá non và trổ hoa.

Triệu chứng xuất hiện đầu tiên chỉ trên một vài nhánh của cây bị bệnh, sau đó lây lan nhanh khắp vườn. Bệnh nặng làm cành chết khô, và cuối cùng là chết toàn cây. Không nên trồng các loại cây kiểng thuộc họ cam, quýt như: nguyệt quới, cần thăng, kim quýt... (đặc biệt là nguyệt quới) trong hoặc gần các vườn trồng cam, quýt, nhất là vườn sản xuất cây giống, vì đây là những cây ký chủ phụ của rầy.
- Bọ xít thường gây hại khi lúa còn non ở giai đoạn mạ, lúa lúa hồi xanh và đang đẻ nhánh. Bọ xít thường gây hại nặng ở tất cả các giai đoạn sinh trưởng của cây lúa. Bọ xít còn hại thanh long: Hai loài bọ xít là bọ xít xanh và bọ xít đen thường gây hại cho cây thanh long từ khi cây có nụ hoa cho đến khi hình thành quả. 
  - Bọ xít hôi (Leptocorisa acuta)
  - Bọ xít xanh (Nezara viridula): Chúng thường bu lại thành từng đám trên nhánh non, nụ hoa, quả non để gây hại. Cả con bọ trưởng thành và con bọ ấu trùng đều gây hại cho cây thanh long bằng cách chích hút nhựa, để lại những vết chích rất nhỏ, khi quả chín chỗ vết chích xuất hiện một chấm đen, vỏ quả sần sùi, làm mất giá trị thương phẩm.

Lúa xuân muộn (tháng 3,4) thường bị hại nặng hơn cả. Lúa gieo thẳng bị hại nặng hơn lúa cấy. Những năm khô hạn thích hợp cho bọ trĩ phát sinh rộ. Ruộng lúa càng khô hạn thì thiệt hại do bọ trĩ gây ra càng lớn. Bọ xít thường gây hại nặng ở tất cả các giai đoạn sinh trưởng của cây lúa.
- - Bọ xít đen (Scotinophara spp). Bọ xít đen thường gây hại trên những ruộng lúa cấy sớm, xanh tốt, rậm rạp, nhiều cỏ. Trong điều kiện ruộng khô hay mùa đông, bọ trưởng thành trú ẩn trong các khe nứt trong đất hay các bờ cỏ ven ruộng lúa, khi gặp điều kiện thích hợp sẽ di chuyển đến ruộng lúa và gây hại. Ruộng khô hạn bọ xít gây hại nặng hơn ruộng có nước, ruộng sạ dầy bị hại nặng hơn ruộng sạ thưa, giống dài ngày bị hại nặng hơn giống ngắn ngày.

Ngoài lúa, bọ xít đen còn ghi nhận gây hại trên bắp, cỏ dại như lác hến (Scirpus grossus, L), cỏ mồm mỡ (Hymenachne acutigluma, Gilliand). Ở Việt Nam, bọ xít đen là dịch hại tương đối ít phổ biến và ít gây hại quan trọng, có thể do vậy mà ít có báo cáo khoa học về dịch hại này. Ở miền Bắc, bọ xít thấy xuất hiện ở các vùng bán sơn địa như Thái Nguyên, Tuyên Quang, Cao Bằng, Hòa Bình, Điện Biên… Ngược lại, ở miền Nam bọ xít xuất hiện và gây hại gần vùng đầm lầy Đồng Tháp Mười như Long An, Tiền Giang, Đồng Tháp, nhưng mật số nhìn chung tương đối thấp và ít gây hại cho lúa.
- - Bọ xít hại nhãn vải (Tessaratoma papillosa): Sâu non và sâu trưởng thành của bọ xít vải đều hại cây. Chúng chích hút dinh dưỡng ở các chồi non, quả non, gây ra hiện tượng hoa, rụng quả. Chúng là đối tượng gây hại nguy hiểm đối với nhãn, vải. Bọ xít gây hại chủ yếu vào tháng 3-4 trong giai đoạn cây ra đọt non, ra hoa kết trái, bằng cách chích hút nhựa làm rụng bông và quả, ảnh hưởng rất lớn đến năng suất và chất lượng của quả.Chúng chích hút dinh dưỡng ở các chồi non, quả non, gây ra hiện tượng hoa, rụng quả.

Cả con trưởng thành và sâu non đều gây hại bằng cách dùng vòi chích hút dinh dưỡng ở các chồi non, cuống hoa và các quả non làm cho chồi, hoa và quả non không đủ dinh dưỡng dần bị héo và rụng. Khi quả lớn, vết chích hút của bọ xít tạo điều kiện cho nấm bệnh phát triển làm quả bị đốm và thối. Vườn bị bọ xít hại nặng thì năng suất và phẩm chất, mẫu mã quả bị giảm một cách đáng kể.
- Rệp cũng là các loài gây hại cho cây trồng:
  - Rệp sáp (Pseudococcus sp): Sinh sống gây hại ở chùm quả, mặt dưới lá, cành tiêu và ngay cả ở dưới rễ. Chích hút nhựa làm chùm quả héo rụng non. Rệp sáp có loài kiến cộng sinh bằng cách kiến đen tha rệp từ nơi này sang nơi khác. Chúng sinh sống gây hại ở chùm quả, mặt dưới lá, cành tiêu và ngay cả ở dưới rễ. Chích hút nhựa làm chùm quả héo rụng non và tạo điều kiện, môi trường cho nấm muội phát triển làm đen vỏ quả, mặt lá, ảnh hưởng đến quang hợp.

Rệp sáp có loài kiến cộng sinh bằng cách kiến đen tha rệp từ nơi này sang nơi khác, từ cây này sang cây khác mỗi khi chỗ rệp đang chích hút đã cạn kiệt nhựa. Ngược lại, trong chất bài tiết của rệp có chứa nhiều chất đường mật làm thức ăn cho kiến. Rệp sáp gây hại vùng rễ và tất cả các bộ phận của cây chủ yếu là tán lá và trái. Khi rệp sáp tấn công vùng rễ, làm cho lá cây bị hại héo và vàng úa có thể nhầm với triệu chứng bị khô hạn. Rễ đôi khi bị khảm một lớp mô nấm màu trắng xanh và bị còi cọc.
- - Rệp ngô hay Rệp cờ ngô: Rệp chủ yếu hại lá ngô. Khi ngô trỗ cờ, rệp chích hút dịch lá bao cờ, làm lá bạc trắng và bao phấn bị khô dẫn đến thiếu phấn. Rệp còn hại râu ngô làm râu bị khô không có khả năng thụ phấn[9]
  - Rệp bông có kích thước nhỏ, được bao bọc một lớp màu trắng như bông, có lông tơ xung quanh cơ thể, di chuyển chậm và thường tụ tập một chỗ. Chúng thường tụ tập quanh thân, phần nách lá và bên dưới lá. Ngoài việc làm cho cây lan trở nên khó coi, chúng còn hút nhựa cây và tiết ra các dịch ngọt thu hút mốc đen gây bệnh.
  - Rệp sáp bột hồng: Vào những thập niên 80, ở Châu Phi, loài rệp này đã gây hại làm giảm năng suất của cây sắn lên tới 82%, gây ra tác động chưa từng có lên an ninh lương thực địa phương. Tại khu vực Đông Nam Á, hiện mới ghi nhận được sự xuất hiện của rệp sáp bột hồng hại sắn ở Thái Lan và Campuchia. Tại Thái Lan, diện tích sắn ở Thái Lan bị nhiễm rệp sáp bột hồng là gần 167 nghìn ha. Tại Campuchia, một số cánh đồng sắn ở các tỉnh biên giới với Thái Lan đã ghi nhận có sự hiện diện của rệp sáp bột hồng vào năm 2009 với diên tích sắn bị nhiễm rệp sáp bột hồng ước khoảng hơn 100 ha và năm 2010 khoảng 137 ha. Loài rệp này đã được phát hiện trên sáu vùng trồng sắn quan trọng của Việt Nam cũng như Lào, Campuchia, Myanmar và Indonesia và làm hại vùng trồng sắn trong toàn bộ khu vực Đông Nam Á

Rệp sáp bột hồng được cho là xâm nhập vào Việt Nam qua việc trao đổi hom giống sắn ở vùng biên giới với Campuchia. Chúng gây ra thiệt hại đặc biệt là ở Phú Yên (huyện Sơn Hòa có 7,9/5.100 ha sắn bị nhiễm rệp sáp bột hồng. Trong đó, xã Krông Pa có tới 7,6 ha bị nhiễm) và Quảng Trị, khi rệp sáp bột hồng hại sắn là đối tượng dịch hại mới được phát hiện trên địa bàn Quảng Trị lần đầu tiên tại Hướng Hóa vào tháng 8 năm 2013 với diện tích 5 ha. Từ đó đến hết năm 2014, dịch này đã lây lan sang các vùng trồng sắn trên toàn tỉnh với diện tích 440 ha. Vụ sản xuất sắn năm 2015, rệp tiếp tục xuất hiện ở các huyện Cam Lộ, Gio Linh, Vĩnh Linh, Hướng Hóa với diện tích 41,3 ha.
- - Rệp bông trắng: Ảnh hưởng của loại rệp này lên năng suất và chất lượng mía rõ nhất là khi chúng phát sinh thành dịch, trong điều kiện nóng ấm, ẩm độ cao, cây mía đang sinh trưởng mạnh và trong quá trình tích lũy đường đặc biệt là trên những ruộng mía um tùm thiếu ánh sáng. Cả mấy đời rệp cùng sống tập trung ở lưng lá mía, dọc theo gân lá để chích hút dịch cây, trực tiếp ảnh hưởng đến sinh trưởng của mía.

Chất bài tiết của rệp là môi trường tốt cho bệnh muội đen phát triển trên lá và thân mía ảnh hưởng đến sự quang hợp của cây. Kết quả là cây sinh trưởng còi cọc, giảm năng suất và chữ đường, nếu bị hại nặng thì ngọn có thể mất khả năng nảy mầm, gốc thì không nảy chồi được, ảnh hưởng lớn đến mật số của vụ mía lưu gốc. Khi thời tiết trở nên phù hợp hơn để rệp có cánh nhiều, mưa giảm, thuận lợi cho sự di trú từ nơi này sang nơi khác, quần thể rệp phát triển mạnh vào giữa và cuối vụ mía thì khả năng lây lan từ ruộng mía lớn sang ruộng mía nhỏ mới vươn lóng là rất lớn.
- - Rệp phấn trắng: Cả con trưởng thành và con ấu trùng đều bu bám và chích hút nhựa của những chồi non, lá non, nụ hoa, hoa, trái non… của cây cam sành. Trước khi cây ra hoa và ra trái rệp thường tập trung ở đọt non và chủ yếu là mặt dưới của lá, khi cây có hoa rệp non bò đến các cuống hoa để hút nhựa và sinh sản.

Từ khi cây tượng trái thì chúng chỉ tập trung chủ yếu trên trái mà chích hút. Nếu mật số cao có thể làm cho chồi non, lá non bị xoắn vặn không phát triển được, nụ hoa, hoa và trái non có thể bị rụng. Ngoài cây sapô (hồng xiêm) chúng còn gây hại trên nhiều loại cây trồng khác như: ổi, mãng cầu, táo, nhãn… Chúng thường gây hại trên cây trồng nhất là vào mùa khô.
- - Rệp bách (Cinara cupressi): Loài rệp bách gây tác hại nghiêm trọng đối với các loài Bách và Bách Xù ở nhiều nước. Đây là một loài rất hung hãn, sử dụng nhiều các bộ phận khác nhau của cây làm thức ăn như cành xanh và thân gỗ. Tổn thất gây ra từ chỗ phá hoại từng phần đến làm chết toàn bộ cây.
  - Rệp gỗ: Thức ăn chính của rệp gỗ là các phần thực vật mục rữa, chúng có thể ẩn núp trong chậu lan và ăn đầu rể của cây lan. Chúng thường gây hại trên những cây lan leo do chúng có thể dễ núp dưới thân cây mà cây lan bám vào hay phía sau lưng của cây lan. Nên thường xuyên kiểm tra phần lưng cây lan tựa vào cây chủ và có thể diệt rệp gỗ bằng bất cứ thuốc diệt côn trùng do chúng rất mẫn cảm với các loại thuốc diệt côn trùng.
  - Rệp vảy: Rệp vảy có hình dáng nhỏ, dạng đĩa tròn màu nâu thông thường bám vào mặt dưới của lá và đặc biệt dọc theo các gân lá. Chúng làm cây trở nên xấu xí và gây ra những đốm nhạt màu trên lá. Khi còn nhỏ, chúng dễ dàng bị loại bỏ bằng khăn ướt hay bông thấm nước. Khi bị nhiễm nặng, mốc đen thường xuất hiện, trong giai đoạn này việc loại trừ là rất khó. Ở đây cách đơn giản nhất để loại trừ chúng cũng như ngăn ngừa sự xâm nhiễm sau này bằng cách sử dụng thuốc diệt côn trùng nội hấp.
  - Rệp vừng thường được biết là “ruồi xanh”, một loại côn trùng hút nhựa cây nguy hiểm nếu không kiểm soát được sẽ nhanh chóng lan rộng. Chúng thường tụ tập xung quanh mô mềm của chồi, đặc biệt là các đỉnh chồi, phần đốt thân và phần dưới lá, chúng hút nhựa và tạo ra những vùng nhạt màu trên lá. Rệp vừng có màu xanh, tròn trĩnh và có cánh mềm nhỏ. Chúng không những hút nhựa, lây nhiễm các loại virus từ một cây đến cây khác mà còn tiết dịch ngọt thu hút mốc đen. Rệp vừng có thể kiểm soát bởi các loại thuốc diệt côn trùng nội hấp được hút vào bên trong mô cây và diệt các loại côn trùng hút nhựa cây.
- Mọt: Những con mọt còn được gọi là bọ cánh cứng cỡ nhỏ. Những con bọ này là những sinh vật rất nhanh nhẹn, chúng có rất nhiều loại và có khả năng xâm hại nhiều loại cây từ cây nho, dâu tây và táo cho đến các loại củ cải và bắp cải. Chúng được tìm thấy ở hầu hết các vườn cây và thường lẻn vào trong các vườn ươm, nhà kính vào ban đêm.
  - Mọt gạo hay Mọt nước (Lissorhoptrus oryzophilus) hại lúa: chỉ mới xuất hiện trong một vài vụ lúa gần đây nhưng tác hại ghê gớm.
  - Mọt cứng đốt (Trogoderma granarium) là một trong số địch hại nguy hiểm đối với các kho chứa hàng trên toàn thế giới và là đối tượng kiểm dịch quốc tế. Chúng có khả năng sống sót trong các kho chứa với một mật độ rất thấp và có thể sống rất lâu trong trạng thái tiếm sinh. Chúng có nguồn gốc từ Ấn Độ. Mọt TG có mặt ở những nơi có điều kiện khô nóng, những vùng có ít nhất 4 tháng trong năm có nhiệt độ trên 20 độC và ẩm độ thấp hơn 50% như các vùng Trung Đông, châu Phi, Nam Á và một phần châu Âu, châu Mỹ. Mọt TG cũng là loài nằm trong danh sách 100 loài sinh vật ngoại lai xâm hại nguy hiểm nhất thế giới, là đối tượng kiểm dịch quốc tế nên tất cả các nước trên thế giới đều ngăn cấm sự xuất hiện của chúng tại lãnh thổ nước mình.

Chúng có thể phá hoại trên 100 mặt hàng gồm lương thực, hạt giống, ngũ cốc (gạo, lúa mỳ, yến mạch, lúa mạch…), sản phẩm ngũ cốc (bột ngô, bột mỳ, khô đậu tượng…), hạt có dầu, thảo dược, gia vị, vải, len dạ, giấy, rau, cao su, đồ hộp và để lại nhiều chất thải như xác lột, phân, chất bài tiết và sản phẩm vụn nát, hậu quả là giảm chất lượng hàng hoá hoặc hàng hoá mất khả năng sử dụng. Ngoài ra, chúng còn có thể hoàn thành vòng đời trên cùi dừa khô, trái cây sấy khô, sản phẩm có nguồn gốc từ động vật như da khô, máu khô, xác chết động vật và cả xác côn trùng.
Mọt cứng đốt có thể chịu được nóng đến 50 độC và chịu được lạnh tới âm 18 độC, chịu được độ ẩm rất thấp (2%). Trong điều kiện không có thức ăn, mọt TG có thể đục vào hốc tường, sống tiềm sinh ở đó trong thời gian dài tới 3, 4 năm, thậm chí lâu hơn. Nếu gặp điều kiện không thuận lợi nữa, chúng có thể ngừng phát dục tới 8 năm. Khi gặp điều kiện thuận lợi, chúng lại chui ra gây hại. Trong trạng thái trao đổi chất thấp, loài côn trùng này có khả năng kháng thuốc trừ sâu và thuốc xông hơi khử trùng
- - Mọt gỗ Anoplophora (Anoplophora glabripennis) là loài xâm lấn nguy hiểm đối với các loài cây gỗ cứng tại Trung Quốc, Triều Tiên và Nhật Bản. Sự phá hoại của chúng đã được thông báo rộng rãi trên truyền thông. Mọt gỗ Anoplophora là loài bọ cánh cứng màu đen bóng và có đốm trắng này là một loài địch hại nguy hiểm đối với các loài cây gỗ cứng tại quê hương của chúng là Trung Quốc, Triều Tiên và Nhật Bản. Loài mọt này đã và đang trú ngụ trong các bao bì bằng gỗ cứng tại Mỹ và Anh và sự phá hoại của chúng đã được thông báo tại New York năm 1996 và Chicago năm 1998.
  - Mọt ngũ cốc hay bọ cánh cứng cũng là những loài gây hại nguy hiểm. Những con bọ cánh cứng trưởng thành dài khoảng 12 mm và gây hại trên lá chủ yếu vào ban đêm. Những ấu trùng màu kem sữa của chúng với cái đầu tương đối to thích nghi tốt với vùng rễ và gây hại bằng cách ăn rễ. Những ấu trùng này ẩn trốn trong giá thể và vì vậy khi thay chậu phải kiểm tra cẩn thận giá thể trồng, đảm bảo giá thể sạch không hiện diện bất kỳ loài vật gây hại nào.

Lá bị những con trưởng thành nhai rất dễ thấy, tuy nhiên khi ấu trùng hiện diện cũng là lúc xuất hiện triệu chứng bộ lá bị héo rủ. Lúc này sự xâm nhiễm đã rất trầm trọng. Xịt lên lá và ngâm giá thể vào trong thuốc diệt côn trùng, sau đó đặt cây vào chỗ bóng râm để chúng phục hồi, tránh tưới quá nhiều nước lên giá thể sẽ làm cho chúng thiếu thông thoáng không tốt cho sự phục hồi của cây.
- Bọ thông là loài bọ cánh cứng phá hoại cây thông này đã tàn phá một diện tích rừng khổng lồ. Từ Colorado tới tiểu bang Washington, các trận dịch bọ hàng năm đã giết chết 2,6 triệu héc ta rừng. Ở miền Bắc nước này, tình hình còn tồi tệ hơn khi những đám mây bọ cánh cứng đã phá hủy tới 14 triệu héc ta. Những con bọ cái đục thủng cây và đẻ trứng vào những đường hầm chúng đào trong thân. Ấu trùng nở ra lại tiếp tục đào bới trong thân, cắt đứt đường di chuyển của chất dinh dưỡng nuôi cây và giết chết cây. Ngoài ra, chúng còn đe dọa đến loài gấu xám Bắc Mỹ do chúng ăn những cây thông vỏ trắng nguồn thức ăn chính yếu của loài gấu này trước khi vào mùa ngủ đông.
- Bọ gai (Dicladispa armigera): Trưởng thành có nhiều gai trên mình, thường qua đông trên cỏ dại, thích ăn và đẻ trứng ở những trà lúa non, bón nhiều đạm. Sâu non gặm chất xanh giữa 2 lớp biểu bì tạo thành vết sọc màu trắng trên lá. Thời tiết nóng, ẩm độ cao, nắng mưa xen kẽ thích hợp cho sâu gai phát triển. Ruộng cao ít bị hại hơn ruộng nước.
- Bọ trĩ (Stenchaetothrips biformis) hay còn gọi là con bù lạch cũng là loài hại lúa thường gặp. Chúng là những côn trùng giống ruồi, có kích thước nhỏ, di chuyển rất nhanh gây hại trên hoa và lá bằng cách chích vào mô cây và hút nhựa. Chúng gây ra các đốm ánh bạc và cản trở sự phát triển bình thường của hoa và lá. Khi bị nhiễm nghiêm trọng cây bị còi và rất khó coi.
- Bọ phấn đầu dài (Aleurolobus barodensis) hại điều: Bọ phấn đầu dài là loại sâu đục chồi nguy hiểm nhất trên cây điều. Sâu non đục lên ngọn và đục xuống trong lõi chồi non để ăn và làm nơi ẩn náu, hóa nhộng. Lá non trên chồi bị hại héo và rụng đi, chồi teo lại và không phát triển được.
- Bọ hà hại khoai lang hay con sùng đinh[12]. Sâu hại quan trọng nhất ở vùng trồng khoai khô hạn như: các tỉnh trung du miền núi phía Bắc, Tây Nguyên, Đông Nam Bộ. Trên thế giới có 3 loài (Cylas formicarius, Cylas puncticollis, Cylas bruneus).

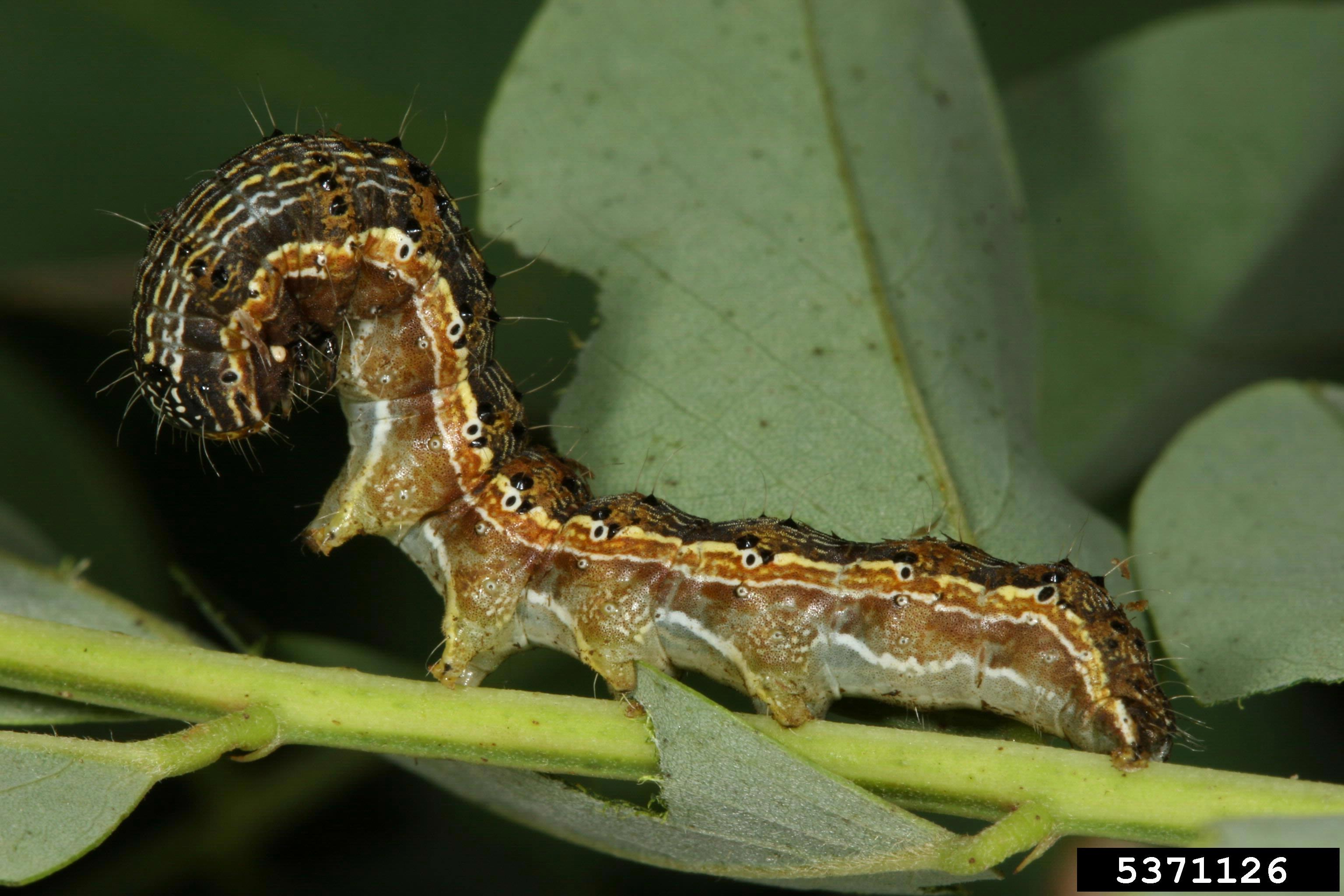
Một con sâu đang ăn lá

- Sâu đục thân hay Sâu đục thân cành (Chelidonium argentatum, Nađezhiella cantorri, Anoplophora sp): Sâu non đục lỗ vào trong thân gỗ, tạo thành đường hầm phá huỷ phần giác gỗ. Cành bị sâu đục khô héo và chết. Sâu đục thân hại ngô trong suốt quá trình sinh trưởng và hại ở tất cả các bộ phận từ thân, lá, bắp. Khi cây còn nhỏ, sâu đục vào nõn làm chết điểm sinh trưởng. Khi cây lớn sâu đục vào thân làm cản trở quá trình vận chuyển các chất dinh dưỡng, nếu gặp gió bão cây sẽ bị gãy. Khi trổ cờ sâu đục vào cờ làm gãy cờ, đục vào bắp làm thối bắp[13]
  - Sâu đục thân bướm hai chấm (Scirpophaga incertulas): Gây hại trong suốt tời kỳ sinh trưởng của lúa (kể cả giai mạ). Trong điều kiện vụ xuân sâu thường phát sinh 2 lứa. sâu non lứa 1 gây dảnh héo ở giai đoạn lúa đẻ nhánh, tuy nhiên tác hại của sâu lứa 1 thường thấp song đây là nguồn sâu cho lứa
  - Sâu đục thân năm vạch đầu đen (Chilo polychrysus): Sau khi thu hoạch, thu dọn rơm rạ đem đốt hoặc ngâm dầm để diệt nguồn sâu.
  - Sâu đục thân năm vạch đầu nâu (Chilo suppressalis): Sâu đục thân 5 vạch Phát sinh nhiều ở vùng ôn độ thấp, ít lụt bão. Hại nặng ở giai đoạn lúa con gái- làm đòng; vụ xuân hại nặng hơn vụ mùa[14].
  - Sâu đục thân màu hồng (Sesamia inferens)
  - Sâu đục thân nhãn vải (Aristobia testudo): Những cây, cành bị sâu đục thân sẽ còi cọc kém phát triển, lá nhỏ bị vàng hơn, cây cho năng suất quả kém, gây chết cành thậm chí là chết cả cây. Chúng đẻ trứng rãi rác gần gân chính của lá đọt. Sau khi nở, sâu non đục vào cắn phá gân chính của lá nhãn non vẫn còn màu nâu đỏ chưa chuyển sang màu xanh, làm cho gân chính và mô lá hai bên bị hủy hoại biến thành màu nâu đỏ, sau đó khô (nhìn như lá bị cháy), vết cháy nhỏ dần về phía cuống lá, tạo thành hình mũi nhọn như chữ V. Phần lá còn xanh sẽ bị biến dạng, cong queo. Sau này vết cháy bị khô giòn, nếu gặp mưa gió mạnh thì vết cháy bị rách làm hai.

Triệu chứng bị sâu đục gân lá gây hại làm nông dân rất dễ nhầm lẫn là triệu chứng bệnh. Khi đẫy sức, ấu trùng chui ra ngoài nhả tơ kết thành một cái kén giống như một lớp màng trắng đục hình bầu dục trên lá rồi hóa nhộng phía dưới lớp kén này. Sâu thường xuất hiện và gây hại nhiều trên lá non của đợt đọt thứ nhất (sau khi tỉa cành làm gốc), đợt đọt non thứ hai (đợt đọt cho bông) bị hại ít hơn, khi lá đã chuyển sang giai đoạn bánh tẻ thì sâu không gây hại nữa. Những vườn nhãn rậm rạp, không tỉa cành thường xuyên thường bị sâu hại nhiều hơn.
- - Sâu đục cành xoài (Niphonolea albata và Niphonolea capito): thường gây hại bằng cách cắn tiện ngang ngọn của các cành non để đẻ trứng vào. Sâu non nở ra đục vào mô gỗ làm cành bị chết khô, thường gây hại nặng trong mùa mưa. Những cành ngọn sắp ra hoa cũng bị chúng gây hại nặng.
  - Sâu đục cành lớn xoài (Penicillaria jocosatrix): họ Noctuidae thường ăn chồi non, làm ngừng sinh trưởng của cây xoài non trong vườn ươm, cây non và cả trên quả non, cuống quả. Chúng đục vào các chồi non, chồi hoa, cuống quả để gây hại làm héo chồi, gẫy cành và rụng quả non.
  - Sâu đục cành non xoài (Chlumetia transversa và Alcicoides sp.): Sâu non khi mới nở ra thì đục ngay vào lá, sau đó chúng đục thẳng vào đầu các ngọn non, chùm hoa, ăn rỗng phía trong làm cho chồi non, cành hoa bị héo đi hoặc gãy đổ.
- Sâu đục quả (Alophila sp.): Sâu đục quả được xem là sâu hại nguy hiểm nhất trên hồng xiêm. Sau khi chui vào trong quả sâu đục ruột quả thành những đường hầm tương đối rộng rồi ở luôn trong đó. Có con chỉ tạm trú trong ruột một thời gian ngắn rồi lại chui ra ngoài đục phá quả khác. Một con sâu có thể gây hại nhiều quả trên 1 chùm. Trong một quả thường chỉ có một con sâu, song có quả có đến 2, 3 hoặc bốn con.
- Sâu vòi voi hay còn gọi là Sâu đục thân chuối (Cosmopolite sordidus): Đây là loại sâu nguy hiểm gây hại cho vườn chuối. Chúng phá hoại chủ yếu thân thật ở dưới đất. Sâu đẻ trứng vào gốc chuối, trúng nở thành sâu đục vào củ chuối và lan lên thân giả. Sâu làm cây chuối chận phát triển. Con cái thường đẻ trứng rải rác ở giữa các bẹ lá, vào chỗ bẹ hay cuống lá bị thối nhũn, hoặc đục lỗ nhỏ ở mặt ngoài bẹ của những cây chuối đang có hoặc sắp có buồng rồi đẻ trứng vào đó. Con trưởng thành cái cũng có thể chui xuống đất dùng vòi nhọn ở đầu đục củ chuối thành những lỗ nhỏ rồi đẻ trứng vào trong đó.

Con non không có chân đục vào trong thân giả thành những đường hầm ngang dọc trong thân, các đường hầm này ngày càng dài và rộng ra (tại các lỗ đục thường thấy có nhựa chuối tiết ra lầy nhầy màu vàng đục). Chúng đi đến đâu sâu để lại một đường phân như mùn cưa. Nếu nặng thân cây có thể bị rỗng như xơ mướp, làm cho thân giả bị thối, lá vàng, nõn bị héo, củ thối và cuối cùng là cả cây bị chết. Nếu cây đã có buồng thì thường sẽ bị gẫy ngang thân hoặc gẫy cuống buồng. Những cây bắt đầu trổng bông trở đi thường là những cây bị sâu gây hại nhiều nhất.
- Sâu hại lá chuối bao gồm sâu cuốn lá, sâu dóm gây hại trên phiến lá.
- Sâu cuốn lá nhỏ (Cnaphalocrocis medinalis): Gây hại từ khi lúa đẻ nhánh tới khi lúa ngậm sữa, thường hại nặng và gây thành dịch.
- Sâu cuốn lá lớn (Parnara guttata): Thường gây hại lúc lúa đứng cái; vùng truntg du và miền núi bị hại nặng hơn đồng bằng. Những năm mưa nhiều, thời tiết mát mẻ, sâu phát sinh nặng.
- Sâu vẽ bùa (Phyllocnistis citrella): Là một trong những loại sâu phổ biến nhất gây hại trên cây có múi, chủ yếu phá hại ở thời kỳ vườn ươm và trong thời gian 3-4 năm đầu khi cây mới trồng.
- Sâu năn (Pachydiplosis oryzae): Sâu năn thường phát sinh thành dịch Khi trời âm u, mưa nhiều, nhiệt độ từ 22-250C, ẩm độ từ 80-90%. Muỗi năn phá hại chủ yếu thời kỳ mạ đã lớn và lúa cấy mới bén chân. Lúa mùa bị hại nặng hơn lúa xuân;mùa sớm bị hại nặng hơn mùa chính vụ
- Sâu phao (Nymphula depunctatus) với các tên gọi khác như: Nymphula staynalis; Zebronia decassalis (Guenee); Hydrocaupa depunctalis (Guenee): Sâu phao chỉ hại trên ruộng lúa nước, không hại trên lúa cạn. Nếu trong ruộng lúa cùng có sự xuất hiện gây hại của ruồi và sâu đục thân thì tác hại của chúng gây ra sẽ làm năng suất lúa giảm đáng kể. Sâu phao gây hại lúa ở giai đoạn ấu trùng, cắn lá cây lúa non thành từng đoạn, rồi cuộn lại sống trong ống lá rơi xuống mặt nước được gọi là sâu “phao”.

Sâu non tuổi 1 – 2 gặm bề mặt lá, rồi ăn khuyết từng miếng nhỏ, từ tuổi 3 trở đi có thể cắn đứt hẳn lá, dảnh mạ, lúa. Sâu thường ăn vào ban đêm, đối với những ngày trời râm mát, mưa phùn sâu có thể phá cả ngày. Sâu làm nhộng ở các khe nứt nẽ, vùng đất xung quanh gốc lúa. Sâu thường phá thời kỳ mạ, lúa đẻ nhánh, sâu thường phá rất nhanh có thể cắn trụi ruộng này sang ruộng khác, những năm mưa nhiều ngập úng sâu thường phá mạnh.
- Sâu xám (Agrotis ypsilon): Sâu xám thường hại chủ yếu ở thời kỳ cây ngô còn non. Sâu thường gây hại vào ban đêm. Sâu cắn ngang cây non, sau đó lôi con mồi xuống đất để ăn. Sâu xám phá hại ngô mạnh từ lúc mọc mầm đến 5-6 lá, khi cây 7 - 8 lá sâu xám đục gốc vào bên trong ăn phần mềm ở giữa làm cây bị héo và chết.
- Ngài sâu đục quả (Ophideres sp): Quả chín thường dễ bị chích hút nhưng quả xanh cũng bị hại. trên vỏ quả có thể có nhiều lỗ đục, có trường hợp có đến 40-50 lỗ đục. Quả bị đục thường bị nhiễm nấm bán ký sinh rồi rụng, dùng tay bóp mạnh sẽ thấy dịch quả phụt ra từ các lỗ đục.
- Ruồi đục quả, sâu non thuộc bộ cánh phấn, đục vào quả và có thể ăn cả hoa và quả non của khế. Ruồi vàng đục quả: Có 02 loài gây hại nặng và phổ biến nhất là Dacus dorsalis và Ceratitis capitata. Chúng gây hại tới hơn 50% sản phẩm thu hoạch đối với vườn cây ăn trái. Ruồi đục quả ổi (Bactrocera dorsalis): Loài ruồi này là một loại côn trùng đa thực vì ngoài ổi chúng còn gây hại trên rất nhiều loại quả cây khác, như: Mận, táo, sapôche, đu đủ, xoài, thanh long, chôm chôm, mãng cầu xiêm.
- Châu chấu hại lúa (Oxya chinensis) Châu chấu non hại lúa ngay sau khi nở. Châu chấu lúa phá hại quanh năm, thường gây hại nặng trên lúa chiêm xuân cuối vụ, mạ mùa và lúa mùa sớm.
- Xén tóc hại táo và Xén tóc đục xoài (Niphonolea albata ) gây hại trên táo và xoài. Trong tháng 6 – 7 xén tóc thường đẻ trứng vào thân cây táo và sâu non gặm vỏ tạo thành đường xoáy trôn ốc xung quanh thân cây cắt đứt con đường vận chuyển nhựa từ trên xuống làm cây bị vàng và có khi bị chết.
- Nhện lông nhung hại nhãn vải (Eriophyes litchii): Nhện trưởng thành di chuyển và xâm nhập vào các chồi non mới nhú, sinh sống và đẻ trứng. Nhện lấy dinh dưỡng từ lá làm cho lá sinh trưởng phát triển kém, nhỏ và cong queo, có lớp lông nhung dày đặc ở mặt sau làm ảnh hưởng xấu đến khả năng quang hợp.
- Nhện giả trở thành một vấn đề gây phiền hà rất nhiều đối với những người trồng lan. Chúng gây ra những vết lõm ở mặt trên của lá, nếu không phát hiện và xử lý kịp thời, cây sẽ dễ dàng nhiễm bệnh do sự xuất hiện của nấm từ những vết lõm đó. Mặc dù loài gây hại nguy hiểm này có thể kiểm soát được, tuy nhiên chúng vẫn để lại hậu quả là những vết lõm trên lá không phục hồi lại được làm bộ lá của cây trông xấu đi.
- Nhện gié: Nhện chích hút nhựa ở bẹ lá, cuống bông, cuống gié và vỏ bông lúa trước khi trỗ. Trên bẹ lá tạo thành những sọc thối đen kéo dài, làm bẹ lá có màu thâm nâu như bã trầu. Khi lúa có đòng nhện hút nhựa đòng làm bông lúa trỗ ra có nhiều hạt lép hoặc lép cả bông. Hạt lúa bị nhện hại co xoắn lại và biến màu vàng nhạt. Khi mật độ cao nhện bò lên bông lúa hút nhựa và tiếp tục gây lép một số hạt. Nhện thường mang theo bào tử nấm gây bệnh thối bẹ lúa. Ở Việt Nam, Nhện gié là một trong những dịch hại phổ biến trên lúa trong những năm gần đây và có khuynh hướng lan rộng ra một số vùng trồng lúa ở nước, đặc biệt là khu vực đồng bằng sông Cửu Long.
- Nhện đỏ có kích thước rất nhỏ, có tám chân và có hình dáng rất giống loại nhện thông thường. Chúng có màu hơi nâu đỏ hay màu vàng rơm và chủ yếu phá hoại mặt dưới lá gây ra hiện tượng những đốm vàng ở mặt trên của lá. Nếu bị gây hại nghiêm trọng, lá trở nên cực kỳ xấu xí và sẽ rụng đi xuống dưới gốc cây. Nếu không chú ý dọn dẹp và xử lý những lá này, những sinh vật này sẽ làm tổ ở giữa những thân lá khô này. Loài nhện đỏ rất ưa thích thời tiết khô và chúng đặc biệt nguy hiểm đối với các cây thiếu nước với giá thể bị khô lâu ngày liên tục. Thông thường, biện pháp phun sương trên lá với nước sạch có thể tránh được sự gây hại của nhện đỏ, trong khi đó nếu sử dụng thuốc diệt côn trùng nội hấp có thể diệt được chúng. Tuy nhiên, một khi đã xuất hiện chúng rất khó bị tiêu diệt tận gốc.
- Sâu bột (Tenebrio molitor), một loại côn trùng mà ấu trùng của chúng để làm thức ăn cho chim cảnh được nhập vào Việt Nam năm 1996 do tư thương nhập từ Trung Quốc. Loài côn trùng này gây hại cho nhiều loại sản phẩm nông nghiệp nên ngay lập tức đã bị cấm nhập.
- Sâu róm sồi (Lymantria dispar) là loài cực kỳ nguy hiểm đối với các vườn cây ăn quả và cây cảnh, thậm chí cả các khu rừng gỗ cứng. Nó có thể làm giảm tốc độ sinh trưởng và sức sống của cây. Là một trong số những địch hại nguy hiểm nhất đối với các vườn cây ăn quả và cây cảnh trên toàn vùng bán cầu bắc. Sâu róm sồi cũng là một loài địch hại nguy hiểm đối với các khu rừng gỗ cứng. Sâu ăn hại rụng lá hàng loạt dẫn đến làm giảm tốc độ sinh trưởng và sức sống của cây.
- Ong bắp cày (Vespula vulgaris) làm tổ dưới đất và trong hốc cây và hốc nhà. Bên cạnh việc đốt người rất đau, nó còn cạnh tranh với chim và các loài côn trùng khác về thức ăn côn trùng và mật. Chúng cũng ăn cả quả và tìm thức ăn ở quanh các thùng rác và trong các khu vực cắm trại du lịch.
- Bướm đêm Gypsy được nhà khoa học người Pháp Leopold Trouvelot đưa sang Mỹ vào năm 1868 với mục đích cho loài sâu này lai tạo với giống sâu tơ bản địa để tạo ra một giống mới có khả năng kháng bệnh cao hơn. Tuy nhiên, sau đó, một vài con bướm đã trốn thoát khỏi phòng thí nghiệm của ông, chúng tìm được môi trường sống lý tưởng và bắt đầu sinh sôi không ngừng.

Những con sâu bướm Gypsy là loài có lông dài với màu sắc sặc sỡ. Với số lượng tăng không ngừng, chúng giết hại nhiều cây cối bằng cách vặt sạch lá của những cây này, gây tổn thương nghiêm trọng cho các khu rừng, làm ảnh hưởng đến hệ động vật hoang dã nơi đây. Hiện nay, sâu bướm gypsy là một trong những loài gây hại cho các cây thân gỗ khét tiếng nhất ở phía Đông nước Mỹ.
- Ruồi hại khoai lang hay ruồi thuốc lá (Bemisia tabaci): Loài ruồi hại khoai lang này là loại hại nguy hiểm đối với các loại cây trồng làm thực phẩm và lấy sợi trên toàn thế giới. Sự thiệt hại xảy ra do dòi đục và hút nhựa trên lá của cây, là véc tơ truyền virut gây bệnh hại cây, và tạo ra dịch ngọt làm giá thể cho sự phát triển của nấm bồ hóng trên lá.
- Ve bét: Những con ve với tám chân có quan hệ gần gũi với loài nhện so với các côn trùng chỉ có sáu chân. Vật chủ của những sinh vật này rất rộng, ngoài việc gây hại trên cây, chúng còn ký sinh trên chó và các động vật khác.

## Gây hại cho sức khỏe

### Giun kim
Giun kim là loài ký sinh phổ biến. Đường lây truyền phổ biến của chúng là các vật dụng trong nhà như: quần áo, đồ chơi, gối, mùng, màn. Trứng giun rất nhẹ, có thể bay trong không khí và ai cũng có thể nuốt phải. Khi vào trong ruột, giun kim gây tổn thương niêm mạc ruột, làm rối loạn tiêu hóa, nổi mẩn dị ứng, viêm sinh dục, âm hộ, âm đạo, rối loạn tiểu tiện và thậm chí rối loạn kinh nguyệt (đối với bé gái)... Nếu giun kim lọt vào ruột thừa có thể gây nên tình trạng viêm ruột thừa. Lúc giun kim bò ra ngoài vùng hậu môn đẻ trứng sẽ gây nên ngứa, người bệnh gãi sẽ gây trầy, xước, loét, nhiễm trùng thứ phát và tái nhiễm thường xuyên.
Trẻ bị nhiễm giun dễ bị rối loạn giấc ngủ ban đêm do ngứa hậu môn, kéo dài sẽ ảnh hưởng trầm trọng sự phát triển chiều cao, trí tuệ của trẻ, làm trẻ gầy, xanh, bụng ỏng và lười ăn dẫn đến suy dinh dưỡng.Loại giun ký sinh người Việt dễ mắc và cách phòng tránh Giun kim: Dài khoảng 8–13 mm, giun kim là một ký sinh trùng phổ biến, gây ra bệnh giun kim ở con người. Chúng làm tổ trong ruột của thân chủ. Không giống như nhiều ký sinh trùng khác, chúng không thể thâm nhập vào máu và không thể tồn tại trong các bộ phận khác của cơ thể đối dù chỉ trong thời gian ngắn.
Chúng đẻ trứng ở bên ngoài cơ thể người, thường là vùng xung quanh hậu môn, gây ngứa ngáy: điều này giúp thực hiện sự lây lan của ấu trùng qua tay người. Việc gãi liên tục khiến rìa hậu môn bị tấy đỏ, sung huyết. Khi nhiễm, chất thải của người bệnh thường nát hoặc lỏng, thỉnh thoảng có máu hoặc chất nhày. Nặng hơn, bệnh sẽ gây nên tình trạng chán ăn hoặc ăn không tiêu, đau bụng âm ỉ, thỉnh thoảng buồn nôn hoặc nôn thốc. Nhiễm lâu ngày, cơ thể người bệnh dần suy nhược thần kinh hay thần kinh bị kích thích gây khó ngủ. Nguy hiểm hơn, chúng có thể gây nên chứng di tinh (nam giới), viêm âm đạo (nữ giới) ở người trưởng thành. Ở nữ giới, giun kim có thể chui vào âm đạo mang theo vi sinh vật gây bệnh, rối loạn kinh nguyệt (kinh nguyệt không đều, đau bụng kinh...). Ngoài ra, giun kim cũng có thể xâm nhập và gây viêm phổi, thực quản, hốc mũi, cổ tử cung, gây viêm ruột thừa, làm thủng ruột

### Sán
Sán dây bò (Taenia saginata): Sán dây thịt bò rất phổ biến, đặc biệt ở các địa phương nuôi nhiều gia súc. Người bị nhiễm sán khi ăn thịt chưa nấu chín có chứa ấu trùng sán. Sán sống trong ruột người, đứt từng đoạn có trứng theo phân ra ngoài. Súc vật ăn phải trứng và mang bệnh. Khi người ăn phải thịt bò có trứng của sán, thì trứng sẽ nở thành sán con và gây ra bệnh ở người. Thường thường ruột người chỉ có một hay hai con sán dây nhưng chúng có thể sống rất lâu. Người bệnh có mấy triệu chứng không đặc biệt như đau bụng ngâm ngầm, đi tiêu chảy, mất ký, buồn nôn...Bệnh được xác định bằng cách tìm thấy trứng hoặc từng khúc sán lẫn trong phân hoặc dính ở hậu môn.
Sán dải lợn (Taenia solium). Người mắc bệnh khi ăn thịt heo có sán này. Sán sống trong ruột. Nhưng những khúc sán có thể vào bao tử, chạy ra ngoài da, vào các bộ phận khác hoặc vào tế bào thần kinh và gây ra các triệu chứng trầm trọng như kinh phong, viêm màng não, thay đổi tâm trí.Bệnh có thể ngừa bằng cách nấu thịt heo cho thật chín, nhất là ở các địa phương thường có bệnh sán lãi.
Sán lá phổi Phổi là nơi sán thường ký sinh nhưng cũng có trường hợp sán ký sinh ở dưới da, màng bụng, màng phổi, gan, ruột, tinh hoàn, não... Nếu sán ký sinh ở não, bệnh nhân thường có những cơn động kinh. Sán trưởng thành đẻ trứng ở những phế quản, trứng sán được tống xuất ra ngoài theo đờm do bệnh nhân khạc nhổ ra môi trường xung quanh và tiếp tục phát triển ở các vật chủ trung gian truyền bệnh là ốc, cua, tôm. Trứng sán sau một thời gian ở dưới nước, thường là 16 ngày (mùa nóng) và 60 ngày (mùa lạnh) sẽ phát triển thành ấu trùng lông. Ấu trùng lông sau khi ra khỏi trứng tìm đến những loại ốc để ký sinh.
Bệnh nhân bị nhiễm sán lá phổi nhẹ thường không có triệu chứng rõ rệt. Trong điều kiện cơ địa phù hợp, sán lá phổi sẽ phát triển, gây ra các triệu chứng từ nhẹ đến nặng, bắt đầu là sốt nhẹ, ho khan, rồi ho ra máu kèm theo đau ngực, khó thở, mệt mỏi, sút cân, viêm phế quản (dễ lầm với lao phổi), xuất huyết não, phù não, viêm màng não, giảm thị lực, mất trí nhớ, động kinh, liệt nửa người. Ngoài ra, sán lá phổi có thể di chuyển đến các cơ quan khác như khoang bụng, da, màng tim, thượng thận, tinh hoàn, dương vật, hốc mắt, hình thành những khối áp xe.
Triệu chứng phát hiện đầu tiên của bệnh sán lá phổi là bệnh nhân ho có khạc nhổ đờm lẫn với máu. Sau đó cơn ho trở thành mạn tính và người bệnh thường ho nhiều vào buổi sáng sớm. Đờm khạc ra thường có màu rỉ sắt giống như viêm phổi, thỉnh thoảng bệnh nhân bị ho ra máu. Bệnh cảnh lâm sàng rất giống như bệnh lao phổi. Chụp phim phổi cũng thường thấy hình ảnh như những trường hợp bị lao hạch. Những bệnh nhân có sán trưởng thành ký sinh ở những phủ tạng khác thì triệu chứng lâm sàng diễn biến khá phức tạp, nếu sán ký sinh ở não thường gây nên những cơn động kinh, nếu sán ký sinh ở gan thường gây nên áp-xe gan.
Xác định bệnh sán lá phổi thường căn cứ vào các triệu chứng lâm sàng giống bệnh lao phổi nhưng xét nghiệm đờm không phát hiện được vi khuẩn lao. Bệnh nhân không bị gầy sút nhanh chóng và không có những cơn sốt xảy ra vào buổi chiều như bệnh lao phổi. Tuy vậy, bệnh sán lá phổi có thể kết hợp với bệnh lao phổi và trong những trường hợp này rất khó xác định bệnh dựa vào các trịệu chứng trên lâm sàng. Muốn chẩn đoán chính xác bệnh sán lá phổi thì cần phải dựa vào kết quả xét nghiệm. Nếu xét nghiệm đờm phát hiện được trứng sán lá phổi là có thể khẳng định một cách chắc chắn, trong đờm có thể thấy những tinh thể Charcot Leyden

### Côn trùng
- Ruồi ăn xác chết: Thích ăn các ấu trùng trên xác chết phân hủy của động vật và kể cả con người. Hoạt động của ruồi giấm không giống như các loài ruồi khác, chúng hoạt động chủ yếu vào ban đêm kéo dài từ tháng 10 đến tháng 11.
- Ruồi nhặng hay còn gọi là lằng, nhặng xị, lằng xanh: Dài khoảng 6 - 10mm, có thân màu xanh kim loại (xanh dương hay xanh lá cây), mắt màu đỏ, cánh trắng có đường vân màu đen, chúng thường đẻ trứng ở những khu vực dơ bẩn hoặc có mồi hôi tanh như: bãi rác, thịt heo, các loài thủy sản ở chợ. Từ 5 - 7 ngày sau trứng nở thành nhộng và trong 1 tháng thì có khoảng 2 - 3 thế hệ được sinh ra. Loài nhặng khỏe và hoạt động trong khoảng nhiều km cách nơi sinh sản. Chúng hiện diện nhiều trng những tháng mùa hè ấm áp.
- Ruồi đàn: Dài từ 5 - 10mm, ngực có màu xám, cánh có màu nâu trắng, lưng có màu có sọc trắng đen, bụng có màu nâu vàng, mắt màu đỏ xẫm. Trứng được đẻ trong đất và sinh trưởng rất nhanh, ruồi đàn xuất hiện trong nhà nhiều nhất vào mùa xuân.
- Ruồi trâu: Ruồi đốt rất đau và gây cản trở cho các hoạt động ở ngoài trời. Ruồi trâu đốt và hút máu gia súc và cả con người, chúng thường đốt máu vào ban ngày nhất là vào những giờ có nhiều nắng khi nhìn thấy mồi. Do cần nhiều máu nên ruồi có thể đốt máu nhiều lần, mỗi lần một ít trên cùng một vật chủ hoặc những vật chủ khác nhau.Vết đốt của ruồi trâu có thể gây chảy máu, gây đau nhức dai dẳng, có thể kéo dài nhiều ngày và sinh ra những biến chứng khác như sốt cao, co giật, hôn mê.
- Muỗi vằn châu Á hay còn gọi là muỗi sốt xuất huyết (Aedes albopictus) du nhập vào Mỹ và các nước theo vỏ lốp xe cũ nhập khẩu. Chúng truyền bệnh sốt xuất huyết, viêm não ngựa phương đông, sán tim chó… đều là những căn bệnh nguy hiểm. Loài muỗi vằn châu Á được du nhập vào Mỹ và nhiều nước khác theo vỏ lốp xe cũ nhập khẩu. Loài muỗi này liên quan đến việc truyền bệnh sốt xuất huyết, viêm não ngựa phương đông, sán tim chó, và có thể cả vi rút viêm não St. Louis và LaCrosse.

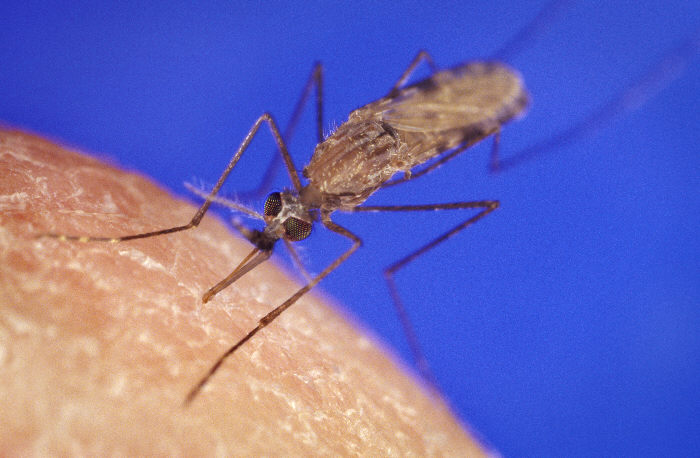
Một con muỗi Anopheles đang đốt người

- Muỗi Anopheles hay Muỗi sốt rét (Anopheles quadrimaculatus) Loài muỗi tương đối to này là véc tơ truyền bệnh chính của bệnh sốt rét. Loài này chủ yếu sinh sản ở các vực nước ngọt tĩnh và đốt người và vật nuôi vào ban đêm.
- Aedes albopictus có thể truyền bệnh sốt xuất huyết. Tuy nhiên loài muỗi Aedes albopictus ít có vai trò truyền bệnh do ít đốt hút máu người và có thể sống ngoài thiên nhiên, rừng núi.
- Muỗi đòn xóc (Anopheles): Là chi muỗi trong họ Anophelinae ở Việt Nam và có 62 loài, trong đó có một số loài được sử dụng tên mới để thay thế cho tên loài trước đây, như: An.epiroticus thay cho An.sundaicus; An.pseudojamesi thay cho An.ramsayi; An.nimpe thay cho An.sp1. Muỗi đòn xóc có tên gọi là Anopheles, chúng có 3 loài chính truyền bệnh sốt rét ở Việt Nam là: 
  - Anopheles minimus hoạt động ở vùng rừng núi trên toàn quốc. Anopheles minimus thích đốt máu người, tập tính này thay đổi tùy từng địa phương và phụ thuộc vào tình hình chăn nuôi gia súc như trâu, bò.
  - Anopheles dirus hoạt động ở vùng rừng núi từ vĩ độ Bắc 20 trở vào Nam. Tại Việt Nam, muỗi có đỉnh hoạt động chích đốt máu phổ biến từ 20 giờ - 24 giờ đêm. Ở một số địa phương, có khoảng 85% muỗi bắt được hoạt động trước 24 giờ, chỉ có 15% muỗi bắt được hoạt động sau 24 giờ.
  - Anopheles sundaicus hoạt động ở vùng ven biển nước lợ từ Phan Thiết vào phía Nam: Muỗi Anopheles sundaicus có tập tính chích đốt máu cả người và động vật, tập tính này thay đổi theo từng vùng địa lý. Tại Việt Nam, muỗi được xác định là thích chích đốt máu người ở cả trong nhà và ngoài nhà; hoạt động chích đốt máu của muỗi hầu như xảy ra suốt đêm, không có đỉnh rõ ràng.
- Muỗi truyền bệnh viêm não Nhật Bản thuộc chi Culex: Khoảng 550 loài Culex trên thế giới đã được mô tả, riêng ở Việt Nam khoảng hơn 100 loài, đa số là ở các vùng nhiệt đới và cận nhiệt đới[16]. Một số loài là vật truyền bệnh quan trọng đối với giun chỉ bancrofti và các bệnh arbovirus như viêm não Nhật Bản. Ở một số vùng, loài này là một mối phiền hà đáng kể. Hai loài quan trọng truyền bệnh viêm não Nhật Bản là muỗi Culex tritaeniorhynchus và Culex vishnui.
  - Culex quinquefasciatus là loài phổ biến nhất, là mối phiền toái chính và vật truyền bệnh giun chỉ bancrofti, thích đặc biệt đẻ ở nơi nước bẩn có nhiều chất hữu cơ, như chất thải, phân, cây mục, có thể kể đến các hố xí bể, hố xí ngăn, cống tắc nghẽn, mương, máng, giếng bỏ hoang, nơi hệ thống thoát nước và vệ sinh không được bảo đảm.
  - Culex tritaeniorhynchus, loài truyền bệnh viêm não Nhật Bản ở châu Á ưa nước trong. Thường thấy loài này ở ruộng lúa nước, mương rãnh. Culex tritaeniorhynchus đẻ ở nơi sạch hơn như ruộng lúa, đầm lầy. Ở Việt Nam, các nhà khoa học đã xác định Culex tritaeniorhynchus là muỗi chủ yếu truyền bệnh viêm não Nhật Bản. Đặc điểm muỗi Culex tritaeniorhynchus có màu nâu đen, phát hiện nhiều ở vùng nông thôn, làng mạc tập trung đông dân cư và có nhiều hồ ao.
- Bọ đậu đen: bọ đậu đen tập trung với mật độ rất dày đặc gây cảm giác khó chịu, gây trở ngại cho sinh hoạt của con người và vật nuôi, dù không gây tác hại cho cây trồng. Bọ đậu đen không cắn người nhưng khi bị dẫm lên sẽ tiết dịch, chất dịch này có thể làm phần da tiếp xúc bị phỏng rộp. Nhiều em nhỏ bị bọ đậu đen chui vào tai, vào mũi và nằm chết luôn trong đó, gây nguy hiểm nghiêm trọng tới tính mạng.
- Chấy hay chí là loại côn trùng ký sinh thường gặp, cư trú trên da và tóc của đầu người. Chúng sống bằng cách hút máu vật chủ người cũng như thú vật. Khi bị chấy ký sinh, vật chủ thường sinh ra ngứa ngáy, khó chịu và có thể phát sinh các loại nhiễm trùng da và gây rụng tóc. Chấy xuất hiện do điều kiện vệ sinh kém và lây từ người này sang người kia. Chấy có thể truyền các căn bệnh nguy hiểm như bệnh sốt phát ban, sốt hồi quy, sốt chiến hào.
- Rận: Vết đốt của chúng không chỉ gây đau nhói, sưng hay dị ứng mà còn có thể gây cho người bệnh sốt mẩn đỏ.
- Rận mu: Là loài ký sinh ở con người trên các vùng lông mu và tạo nên bệnh rận mu.
- Ve bét hay Ve chó hay con bét: Vết đốt của chúng không chỉ gây đau nhói, sưng hay dị ứng mà còn có thể gây cho người bệnh sốt mẩn đỏ.
- Bọ chét: Những vết đốt của chúng không chỉ gây đau nhói, sưng hay dị ứng mà còn có thể gây cho người bệnh sốt mẩn đỏ. Bọ chét chuột còn là vật trung gian truyền bệnh hạch.
  - Bọ chét chó
  - Bọ chét mèo
- Cái ghẻ (Sarcoptes scabiei var. Hominis): Thường được biết đến như là loài ve gây ngứa cho con người, loại ký sinh trùng được lây nhiễm qua đường tiếp xúc ngoài da. Các cái ghẻ đẻ trứng của chúng trên da người, gây ra phản ứng viêm và ngứa dữ dội. Bị ngứa, đau nhức, nỗi mụn nhỏ, tấy ngoài da. Cái ghẻ phổ biến ở Việt Nam vì lối sống mất vệ sinh của người dân.
- Rệp giường Là loài côn trùng đốt máu và gây phiền hà trong sinh hoạt hàng ngày, rệp phát triển qua 3 giai đoạn: trứng, thanh trùng và con trưởng thành. Trứng rệp thường được rệp trưởng thành đẻ vào cùng một chỗ ở khe tường, tủ, giường, phản, bàn, ghế có khi nó đẻ vào cả giấy, vải... Rệp đốt người gây cảm giác khó chịu, đặc biệt là mất ngủ vào ban đêm. Rệp có thể lưu giữ các mầm bệnh như dịch hạch, sốt phát ban, sốt hồi quy, tularemia, sốt Q, viêm gan B.

Rệp giường được coi như là bệnh dịch hạch của các nước phương Tây. Rệp giường là loài côn trùng gây hại đáng sợ khi có thể lây lan khắp nơi, vô cùng khó tiêu diệt và gần như không thể kiểm soát. Chúng được xếp vào tốp 10 loại côn trùng gây hại bậc nhất ở khắp mọi nơi. Loài rệp giường có thể cắn người và hút máu vào bất cứ lúc nào, cả ngày lẫn đêm nếu có điều kiện.
Rệp giường là loài có từ rất lâu, nhất là trong những giai đoạn trước khi đời sống còn thiếu thốn. Dù nhà cửa sạch sẽ thơm tho cũng không giúp bạn tránh được việc bị rệp xâm nhập. Chúng xuất hiện ngay cả ở phòng khách sạn 5 sao cao cấp, tàu du lịch, máy bay hay tàu hỏa sau đó bám vào quần áo hay hành lý của hành khách và theo họ về nhà.
Loài rệp này cũng có nhiều ở những nơi công trường hoặc chỗ ở trọ, khách sạn nhà nghỉ... vì các nơi này thường tụ tập đông người, vệ sinh không kỹ. Ngoài ra ở một số gia đình, việc sử dụng giường gỗ, chiếu gỗ cũng là yếu tố phát sinh nhiều rệp vì có những khe nhỏ để chúng ẩn nấp. Để tiêu diệt hoàn toàn rệp giường cần rất nhiều thời gian.

## Vi sinh vật
- Nấm bệnh tôm do Aphanomyces astaci là một loại nấm sống trong nước ngọt và ký sinh ở tôm. Loại bệnh này đã và đã làm giảm sút trầm trọng trữ lượng tôm và có nguy cơ làm tuyệt chủng một vài loài trong tổng số 5 loài tôm bản địa của châu Âu.
- Bệnh thối hoa chuối (Banana bunchy top virus) là một mầm bệnh gây ra bệnh đỉnh hoa ở chuối. Véc tơ truyền bệnh là rệp cây Pentalonia nigronervosa và được coi là bệnh gây tổn thất kinh tế nghiêm trọng nhất trong số các bệnh ở chuối trên toàn thế giới.
- Nấm bào tử ếch nhái Chytridiomycosis (Batrachochytrium dendrobatidis) được phát hiện lần đầu tiên vào năm 1998 bởi một nhóm các nhà khoa học quốc tế của Úc, Mỹ và Anh và kể từ đó nấm này được coi là nguyên nhân làm suy giảm nghiêm trọng về số lượng của các loài ếch nhái ở những vùng nguyên sơ thuộc Panama và Úc.
- Bệnh thối cây dẻ do Cryphonectria parasitica do loài nấm gây thối cành và thân cây hạt dẻ. Sau khi nhiễm qua các vết thương trên vỏ cây, nấm xâm nhập sâu vào thân cây, gây chết cây ở phần trên của vết lây nhiễm. Loài nấm này đã tiêu diệt hầu hết cây hạt dẻ của châu Mỹ.
- Bệnh sốt rét chim do Plasmodium relictum, trùng bào tử ký sinh được muỗi truyền và gây bệnh sốt rét ở chim (bệnh sốt rét chim) có thể gây chết cho các loài dễ nhiễm bệnh (chim cánh cụt) và chim (ở đảo Hawaii), là những nơi chưa có mặt loài ký sinh trùng của bệnh sốt rét này.
- Bệnh héo rũ cây du là do loài Ophiostoma ulmi và có thể gây chết cây do loài nấm Ophiostoma ulmi. Loài nấm này được truyền do bọ cánh cứng ăn vỏ cây và qua cành ghép. Loài nấm này gây bệnh trầm trọng cho cây Du ở vùng Nam Mỹ và châu Âu.
- Bệnh dịch virus Rinde (Rinderpest virus) ở các loài móng guốc chẵn. Bệnh gây viêm loét các màng nhầy đường tiêu hoá và làm cho con vật bị chết rất nhanh. Bệnh còn lưu hành ở nhiều vùng thuộc châu Phi, Trung Đông và Nam Á.
- Bệnh thối rễ phytophthora: Phytophthora cinnamomilà một loại nấm rễ gây bệnh tắc mạch dẫn và gây chết đối với nhiều loài thực vật. Bệnh phát triển mạnh trong môi trường ẩm và ký sinh trên rễ và mô thân gần gốc. Bệnh làm suy yếu hoặc giết chết cây vì gây cản trở việc vận chuyển nước và dinh dưỡng trong cây.